# ГУЛАГ

Сводная карта лагерей, существовавших с 1923 года по 1967 год и находившихся в ведении Главного управления исправительно-трудовых лагерей (ГУЛАГ). На основании данных правозащитного общества «Мемориал».

Гла́вное управле́ние исправи́тельно-трудовы́х лагере́й (ГУЛАГ) — подразделение ОГПУ, НКВД СССР, МВД СССР, Министерства юстиции СССР, которое занималось управлением системой исправительно-трудовых лагерей в 1930—1959 годах.
После 1959 года существовало Главное управление мест заключения, а с 1968 года — Главное управление исправительно-трудовых учреждений (ГУИТУ). В 1987 году оно было преобразовано в Главное управление по исправительным делам МВД СССР.
После распада СССР в 1992—1998 годах существовало Главное управление исполнения наказаний (ГУИН) МВД России. В 1998 году оно было передано в состав Министерства юстиции России. В ходе административной реформы 2004—2005 годов Главное управление исполнения наказаний было преобразовано в ФСИН (Федеральная служба исполнения наказаний).

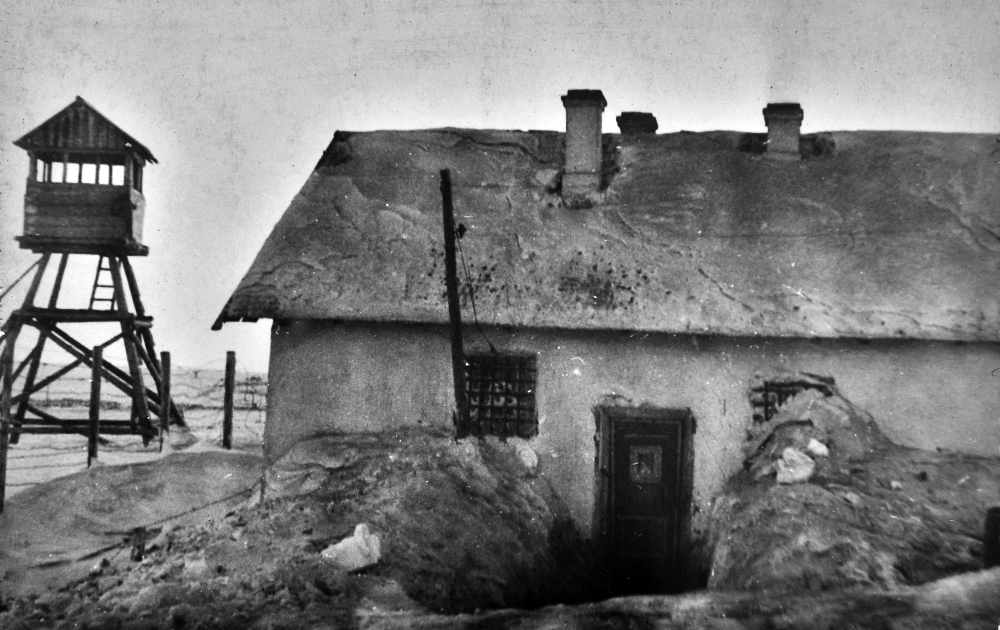
Штрафной изолятор одного из лагпунктов Воркутлага, 1945 год

Торговый знак ГУЛ НКВД СССР, использовавшийся на изготовленной в лагерях продукции

ГУЛАГ существовал как часть системы карательных органов СССР, и в связи с этим его история неразрывно связана со сталинскими репрессиями. Использование принудительного труда заключенных занимало важное место в экономике СССР в 1930-е — 1950-е годы. На ГУЛАГ приходилось освоение около 10 % капиталовложений в капитальном строительстве. Однако в некоторых отраслях значение ГУЛАГа было больше: в добыче угля, металлов, руды, в том числе золота и урана, алмазов, кобальта, апатитов. 100 % золота, около 70 % олова и 33 % никеля добывались силами заключённых. На них приходилось 15 % работ на лесоповале и значительная доля работ на гидротехническом и дорожном строительстве. В решающий период реализации атомного проекта (1947—1948) основной объём капстроительства на этих объектах также осваивался силами ГУЛАГа, однако осуждённые по политическим статьям на этих объектах не работали.

## Предыстория
В Российской империи управлением казёнными и каторжными учреждениями, на которых применялся труд ссыльных и каторжников, занимался Кабинет Его Императорского Величества, в ведении которого находились также Транссибирская магистраль и другие железные дороги, строившиеся арестантами царской каторги, а также промыслы занятые разработкой и добычей полезных ископаемых. Частично функции Кабинета пересекались с Главным тюремным управлением Российской империи, в ведении которого находились тюрьмы, в которых содержались каторжники, кроме того на заводы, фактории, рудники, копи, прииски, каменоломни Кабинета привлекались чиновники, представлявшие Горное ведомство и Гражданское ведомство Российской империи.
После Октябрьской революции 1917 года большевикам потребовались места, где можно было бы держать своих врагов, также новая власть испытывала необходимость в бесплатной рабочей силе.
15 апреля 1919 года было принято постановление ВЦИК о лагерях принудительных работ. К концу 1919 года в РСФСР уже было 21 такой лагерь..

## История
До 1929 года места заключения в СССР находились в ведении народных комиссариатов внутренних дел союзных республик, лишь Соловецкий лагерь особого назначения (СЛОН) и политизоляторы находились в ведении ОГПУ. Заключённых не рассматривали как дешёвую рабочую силу, в лучшем случае рассчитывали лишь на то, что их труд покроет затраты на содержание мест лишения свободы. Возможно, одна из причин тому — расположение большинства мест лишения свободы в достаточно густонаселённых районах, где не было дефицита рабочей силы. Никакого трудоиспользования заключённых СЛОН до 1926 года не производилось, этот лагерь «служил лишь местом строгой изоляции саботажников и других контрреволюционных элементов». Тем не менее уже постановление ВЦИК и СНК РСФСР от 26 марта 1928 года «О карательной политике и состоянии мест заключения» ориентировало места заключения на решение хозяйственных задач. Оно признало нецелесообразным строить новые места заключения и рекомендовало увеличить наполняемость трудовых колоний: сельскохозяйственных, фабричных, ремесленных на базе бездействующих или нуждающихся в крупном ремонте предприятий. В нём также предусматривалось ужесточение политики по отношению к заключённым, признаваемым «классово чуждыми» (ужесточить условия содержания, ограничить условно-досрочное освобождение). В 1929 году было решено использовать опыт СЛОН (отделения которого к этом времени располагались не только на Соловецких островах, но и на материке) и сделать основным типом мест заключения исправительно-трудовые лагеря, расположенные там, куда не хотели ехать вольнонаёмные рабочие. При этом особое значение получили лесозаготовки, поскольку лес в тот период был одной из главных экспортных статей СССР, и занятые на лесоповале заключённые (особенно в районах, где возможности привлечения вольнонаёмных рабочих были крайне ограничены) становились добытчиками иностранной валюты, остро необходимой для выполнения первого пятилетнего плана.
11 июля 1929 года СНК СССР принял постановление «Об использовании труда уголовно-заключённых», по которому содержание всех осуждённых на срок 3 года и больше передавалось в ОГПУ. 25 апреля 1930 года приказом ОГПУ № 130/63 во исполнение постановления СНК СССР «Положение об исправительно-трудовых лагерях» от 7 апреля 1930 года было организовано Управление исправительно-трудовых лагерей ОГПУ (УЛаг ОГПУ) (СУ СССР. 1930. № 22. — С. 248). С 1 октября 1930 года УЛАГ ОГПУ преобразовано в Главное Управление исправительно-трудовых лагерей ОГПУ (ГУЛАГ). 10 июля 1934 года был создан Народный комиссариат внутренних дел СССР, в состав которого вошли пять главных управлений. Одним из них было Главное управление лагерей (ГУЛАГ). В 1934 году Внутренней охране НКВД были переподчинены Конвойные войска СССР. 27 октября 1934 года в ГУЛАГ перешли все исправительно-трудовые учреждения Наркомата юстиции РСФСР.
4 января 1936 года был сформирован Инженерно-строительный отдел НКВД, 15 января 1936 года — Управление особого строительства, 3 марта 1936 года — Главное управление строительства шоссейных дорог (ГУШОСДОР). Возникли так называемые шарашки, где инженеры, учёные работали по своей специальности, находясь в заключении. В ведении НКВД находились такие предприятия, как Главное управление по строительству горно-металлургических предприятий, Главгидрострой, Главпромстрой, Дальстрой (Главное управление строительства Дальнего Севера) и другие. ГУЛАГ был расформирован в соответствии с приказом МВД СССР № 020 от 25 января 1960 года согласно Постановлению Совета Министров СССР № 44-16 от 13 января 1960 года и в связи с Указом Президиума Верховного Совета СССР от 13 января 1960 года «Об упразднении МВД СССР».

### Начальный этап
До создания ГУЛАГа в РСФСР руководство большинством мест заключения было возложено на отдел исполнения наказаний Народного комиссариата юстиции РСФСР и Главное управление принудительных работ при Народном комиссариате внутренних дел РСФСР.
27 июня 1929 года Политбюро начало создавать самостоятельную систему лагерей, которые должны были заменить существующие места заключения по всей стране. Они должны были принимать заключённых, приговорённых к заключению на срок свыше трёх лет. Лица, приговорённые к более короткому сроку тюремного заключения, должны были оставаться в тюремной системе, которая находилась в ведении НКВД. Целью создания новых лагерей было использование трудового ресурса отбывающих наказание лиц для колонизации отдалённых и неблагоприятных земель на всей территории Советского Союза. Создание крупной сети лагерей шло параллельно с началом коллективизации и индустриализации. Насильственная коллективизация сельского хозяйства привела к репрессиям в отношении крестьян, особенно среди их зажиточной прослойки — кулаков. Термин «кулак» станет ассоциироваться также со всеми, кто выступал против или подозревался как недовольный советским правительством. Это привело к тому, что за первые четыре месяца раскулачивания 60 000 человек были отправлены в лагеря.
В 1934 году общие тюрьмы были переданы в ГУЛАГ НКВД СССР.

### 1933—1953 годы
3 августа 1933 года постановлением СНК СССР утверждается Исправительно-Трудовой Кодекс РСФСР, прописывающий различные аспекты функционирования ИТЛ. В частности, кодексом предписывается использование труда заключённых и узаконивается практика зачёта двух дней работы за три дня срока, широко применявшаяся для мотивации заключённых при строительстве Беломорканала.
Примерно до середины 1930-х годов тема мест заключения и принудительного труда не входила в СССР в число запретных и довольно активно обсуждалась в открытой печати. При этом, восхваляя строителей Беломорско-Балтийского канала, один из журналистов писал, что слова «ударничество» и «социалистическое соревнование» творят с профессиональными ворами, бандитами, проститутками «подлинные чудеса, они преображают их, они держат их по тридцать шесть часов на трассе, пока их силой не уведут в бараки». В таком же духе писали и другие авторы. Соредактором книги «Беломорско-Балтийский канал имени Сталина» был Максим Горький. Это произведение Александр Солженицын охарактеризовал как «первую книгу в русской литературе, воспевающую рабский труд». Но затем практически все, что касалось ГУЛАГа, было засекречено. Так, в 1936 году вольнонаемные сотрудники Мосволгостроя при поступлении на работу давали подписку следующего содержания: «Даю настоящую подписку управлению строительства Москва-Волгострой в том, что нигде, никому и ни при каких обстоятельствах не буду сообщать какие бы то ни было сведения, касающиеся жизни, работ, порядков и размещения лагерей НКВД, а также и в том, что не буду вступать с заключенными ни в какие частные, личные отношения и не буду выполнять никаких их частных поручений. Мне объявлено, что за нарушение этой подписки я подлежу ответственности в уголовном порядке как за оглашение секретных сведений. Родственников и знакомых, содержащихся в Дмитлаге НКВД СССР как заключенных, я не имею (если имеет, то указать, кого именно)». В период «холодной войны» на Западе сложилось стойкое убеждение о наличии в СССР не менее, а, может быть, и более 10 млн заключенных. Между тем современные научные исследования показали, что в любой период единовременное число заключенных в СССР во всех местах лишения свободы не превышало 3 млн человек. В этом смысле советское руководство, никогда не публиковавшее сведений о численности заключенных, можно считать жертвой собственной тотальной секретности.

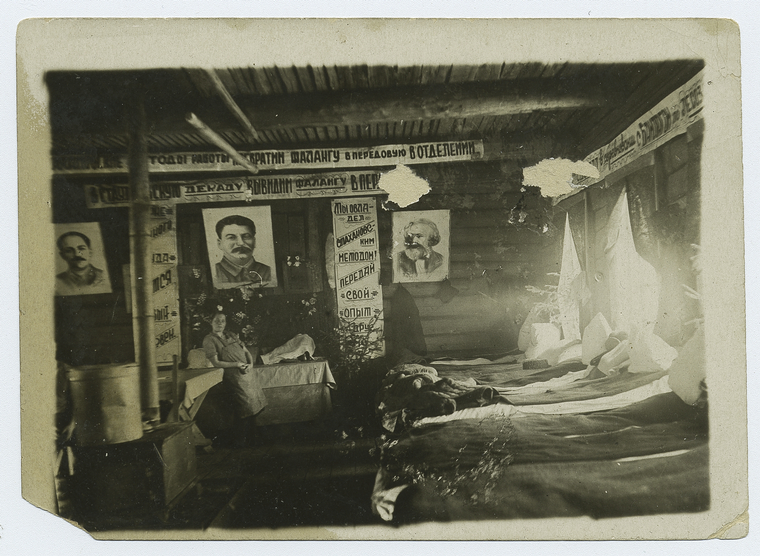
Интерьер женского барака ИТЛ системы ГУЛАГ

10 июля 1934 года согласно Постановлению ЦИК СССР при образовании нового союзно-республиканского НКВД в его составе было образовано Главное управление исправительно-трудовых лагерей и трудовых поселений. В октябре того же года это управление было переименовано в Главное управление лагерей, трудпоселений и мест заключения. В дальнейшем это управление ещё дважды переименовывалось и в феврале 1941 года получило закрепившееся название Главное управление исправительно-трудовых лагерей и колоний НКВД СССР.
Число заключённых существенно возросло в результате Большого террора 1937—1938 годов. При утверждении приказа НКВД № 00447 от 31.07.1937 Политбюро ЦК ВКП (б) поручило Совету народных комиссаров выделить НКВД 75 млн рублей из резервного фонда для проведения массовых операций. Из них 25 млн предназначались на оплату перевозки заключённых второй категории по железной дороге, 10 млн — на сооружение новых лагерей. Заключённые должны были быть направлены на уже существующие крупные стройки ГУЛАГа, возводить новые лагеря или работать в лесозаготовительной промышленности. Приказом НКВД № 00447 от 31.07.1937 также предусматривалось рассмотрение тройками НКВД дел осуждённых, уже находящихся в лагерях ГУЛАГа. По решениям этих троек было расстреляно почти 28 тысяч заключённых лагерей. За 9 месяцев (с 1 июля 1937 по 1 апреля 1938 года) число заключенных увеличилось более чем на 800 тыс. человек, превысив 2 млн. Размещение, обеспечение питанием этого огромного потока людей было сложной задачей, условия жизни заключенных резко ухудшились, возросла смертность. Генеральная прокуратура СССР провела обследование нескольких лагерных управлений, о чём Прокурор СССР А. Я. Вышинский докладывал И. В. Сталину и В. М. Молотову 19 февраля 1938 года:

…В Бамлаге нет в запас ни белья, ни сапог, ни одежды. Мыла нет. Многим не в чем выйти в уборную. Идут на новую трассу разутые и раздетые этапы. Жилья нет, строить жилье нечем, нет инструмента, пил, топоров.
Как сообщает т. Димаков, положение с питанием катастрофическое. Сейчас в глубину тайги, до распутицы будет заброшено 60-70 тысяч заключенных, а питание обеспечено на один месяц.
Условия содержания заключенных в Ухтпечорском лагере также явно неудовлетворительны. Жильём обеспечены только 60 % заключенных, остальная часть в зимнее время размещена в палатках, плохо приспособленных для жилья зимой. Теплой одеждой и обувью заключенные не обеспечены и на 50 %. Из-за неудовлетворительных санитарных условий содержания и этапирования среди заключенных начались заболевания сыпным тифом.

Производственная деятельность ГУЛАГа в этот период включала 17 различных отраслей промышленности, наиболее крупной среди которых была лесная. Заключенные также строили крупнейшие индустриальных центры, добывали полезные ископаемые.
C 1937 по 1939 год в СССР было расстреляно не менее 725 тыс. человек по политическим статьям.
15 июня 1939 года был издан секретный указ Президиума Верховного Совета СССР «О лагерях НКВД СССР», который предусматривал отмену условно-досрочного освобождения, прекращение практики зачетов одного рабочего дня за два дня срока отбытия наказания. Этот указ также предусматривал: «По отношению к прогульщикам, отказчикам от работы и дезорганизаторам производства применять суровые меры принуждения: усиленный лагерный режим, карцер, худшие материально-бытовые условия и другие меры дисциплинарного воздействия. К наиболее злостным дезорганизаторам лагерной жизни и производства применять более суровые меры наказания, в отдельных случаях, до высшей меры наказания включительно.»
В 1939—1941 года численность заключённых ГУЛАГа значительно возросла за счёт арестованных с новых территорий СССР и осуждённых за новые составы преступлений. На 1 января 1939 года в лагерях, колониях и тюрьмах ГУЛАГа содержались почти 1 990 000 заключённых. В исправительно-трудовых лагерях содержались 1290 тыс. человек (в том числе 107 тысяч женщин и около 440 тысяч мужчин осуждённых за контрреволюционную деятельность). На январь 1941 года в лагерях, колониях и тюрьмах СССР содержалось около 2,9 млн человек, а ещё 930 тысяч человек находились в ссылке.
После начала Великой Отечественной войны 22 июня 1941 г. была издана директива Наркома внутренних дел СССР и Прокурора СССР № 221 о переводе лагерей, тюрем и колоний на военное положение, которая предписывала «прекратить освобождение из лагерей, тюрем и колоний контрреволюционеров, бандитов, рецидивистов и других опасных преступников». Таких набралось около 17 тысяч человек. Также было решено оставить в лагерях после освобождения осуждённых «за антисоветскую агитацию, тяжкие воинские преступления, вооружённый разбой и грабёж, рецидивистов, социально-опасного элемента, членов семей изменников Родины и других особо опасных преступников». Таких набралось около 50 тысяч заключённых. Они были оставлены в лагере после отбытия срока наказания, но им предоставили «право вольнонаёмных рабочих и служащих, без права выезда из пределов лагеря, с отдельным размещением от заключённых и от основных кадров вольнонаёмного состава лагерей». Их называли «закреплённые». У них был особый правовой статус. В частности, было установлено, что «при отрицательных проявлениях с их стороны, нарушениях установленного режима и производственной дисциплины, закреплённые водворяются обратно в лагерь на положение заключённых до конца войны».
Численность заключённых ГУЛАГа резко сократилась во второй половине 1941 года из-за массовых досрочных освобождений. Связано это было, в частности, с массовой эвакуацией колоний и лагерей в 1941 году. В отчёте 1944 года начальник ГУЛАГа Виктор Наседкин сообщил, что пришлось эвакуировать 27 лагерей и 210 колоний.
В июле 1941 года начальник ГУЛАГа Виктор Наседкин и заместитель наркома внутренних дел Василий Чернышов докладывали Лаврентию Берия, что из-за отсутствия железнодорожных вагонов около 20 тысяч заключённых из Западной Белоруссии пришлось эвакуировать пешим строем. В связи с трудностями эвакуации Наседкин и Чернышов предложили в июле 1941 года Берия около 100 тысяч заключённых (осуждённых за бытовые маловажные преступления, беременных женщин, женщин с малолетними детьми, несовершеннолетних, инвалидов-хроников) не эвакуировать, а освободить (причём освобождённых лиц подходящего возраста призвать в армию). Берия с предложением согласился и сделал отметку, что внесёт его на рассмотрение Совнаркома. На тот момент в некоторых прифронтовых местностях такое освобождение уже шло. Так, 4 июля 1941 года из Витебской трудовой колонии были досрочно освобождены (с выдачей справок об этом на руки) 350 человек, а оставшихся заключенных (62 человека) вместе с личным составом колонии (45 человек) и оборудованием эвакуировали в Татарскую АССР.
Предложение Наседкина и Чернышова в итоге не только приняли, но и расширили, включив в него заключённых из лагерей, не подлежащих эвакуации. Два указа Президиума Верховного Совета СССР (от 12 июля и 24 ноября 1941 года) освободили из лагерей более 1 млн заключённых.
Часть освобождённых заключённых была призвана в армию, также были освобождены около 550 тысяч пожилых людей, инвалидов и беременных женщин. За три года войны на укомплектование РККА было передано 975 тыс. заключенных. При этом многочисленные просьбы осужденных за «контрреволюционные преступления» направить их на фронт, за крайне редким исключением, не удовлетворялись.
В итоге на 1 июля 1944 года в лагерях и колониях осталось 1,2 млн заключённых. Сильно изменился демографический состав заключённых: возросла доля женщин. Так, доля женщин-заключённых увеличилась с 7 % до 26 %. В 1941—1944 годах в лагерях и колониях ГУЛАГа было арестовано около 148 тысяч человек по обвинению в преступной деятельности и 10 087 заключённых приговорены к смертной казни.
Подавляющее большинство тех, кто оставался в лагерях, были истощены, ослаблены, больны. Это беспокоило администрацию, которая отвечала за выполнение производственных планов, и 10 сентября 1943 года у заместителя наркома внутренних дел С. Н. Круглова состоялось специальное совещание по вопросам улучшения работы лагерей и колоний. На нём говорилось:

Основное предложение, которое мы выносим на решение сегодняшнего совещания, это предложение освободиться от всей ненужной части заключенных, содержащихся в лагерях. Я имею в виду инвалидов, больных, ослабленных, то есть таких, которые пользы никакой не приносят. Я считаю, что мы должны освободить примерно 200 000—250 000 человек. Таким образом, в лагерях тогда останется трудоспособная часть…
Следующее предложение, которое, я считаю, следует обсудить на данном совещании, — это вопрос о пополнении, которое мы получаем из тюрем. Пополнение из тюрем поступает очень плохое и составляет 30 % смертности, которая падает на людей, пришедших к нам из тюрем, и пребывание этих людей в лагере не превышает трех месяцев. Тюремные отделы ни в какой мере не заботятся о заключенных…
Вопрос питания нужно поставить перед правительством с тем, чтобы нормы питания были в лагерях увеличены, потому что какой бы мы порядок ни установили, мы не избавимся от той смертности, которую мы имеем, ввиду того, что питание является недостаточным. Мы пришли к выводу, что питание заключенных должно составлять не менее 2600 калорий. Для больных надо, чтобы норма была утверждена отдельно. При одной норме у нас получается, что большинство продуктов идет на поддержание контингента (инвалидов, больных и ослабленных), вследствие чего страдает рабочая часть заключенных…
…Лесные лагеря имеют 20-25 % трудоспособных, а остальные совершенно не нужны лагерю потому, что они не могут работать в условиях леса. Я думаю, что совершенно будет правильным освободиться от этого контингента в лагерях, так как совершенно нецелесообразно загружать лагеря таким составом и заботиться о них совершенно без нужды… Я считаю необходимым обязательный ввод зачетов. Главный вопрос заключается в досрочном освобождении…
…Наш паек, конечно, несоизмеримо меньше, чем был раньше. Поэтому, естественно, самым тяжелым вопросом является питание…

Как пишет исследователь Вятлага В. Берлинских, «уже в 1942 году, снижая процент смертности зэков, начальники лагпунктов принялись массово актировать (освобождать на бумаге) доходяг, которым жить оставалось день-два. Умирали они вольными, хотя и не знали этого».
За период войны произошли изменения в системе ГУЛАГа: открыли 40 новых лагерей, но 69 прежних лагерей закрыли. Серьёзные изменения произошли в среде лагерной охраны: её общая численность уменьшилась за счёт отправки на фронт, возросла доля женщин. Всего на фронт были направлены 120 тысяч штатных сотрудников ГУЛАГа (включая 94 тысячи из 135 тысяч имевшихся охранников). В результате доля военизированной охраны в возрасте от 20 до 40 лет уменьшилась с 86 % до 38 %, а доля штатных сотрудников ГУЛАГа, трудившихся с довоенного времени составила всего 20 %.
Также в годы войны ГУЛАГ пополнился осуждёнными за дезертирство: как из армии, так и с мест работы. Как «трудовое дезертирство» в период Великой Отечественной войны рассматривался современниками и современными исследователями самовольный уход работников с предприятий и строек. В годы войны трудовое дезертирство с предприятий было частым явлением, с которым власти не могли справиться. Формально за самовольный уход с работы по Указу Президиума Верховного Совета СССР от 26 декабря 1941 года полагалось до 5 — 8 лет лишения свободы. Борьба с самовольным уходом велась, но оказалась неэффективной: подавляющее большинство (до 70 — 90 %) самовольно ушедших с предприятий было осуждено заочно, причём милицейский розыск позволил вернуть лишь 4 — 5 % осуждённых.В итоге число осуждённых по Указу Президиума Верховного Совета СССР от 26 декабря 1941 года, отбывающих наказание в ГУЛАГе составило:
- на 1 января 1943 года — 27 541 чел.;
- на 1 января 1944 года — 75 599 чел.;
- на 1 января 1945 года — 183 321 чел.

В итоге Указ Президиума Верховного Совета СССР от 30 декабря 1944 года «Об амнистии лицам, самовольно ушедшим с предприятий военной промышленности и добровольно возвратившимся на эти предприятия» освобождал от уголовной ответственности всех, кто до 15 февраля 1945 года вернётся на свои предприятия.
Некоторые случаи самовольного ухода с работы в годы войны были юридически приравнены к дезертирству из армии. 15 апреля и 9 мая 1943 года вышли Указы Президиума Верховного Совета СССР «О введении военного положения на всех железных дорогах» и «О введении военного положения на морском и речном транспорте». Отныне самовольный уход работников транспорта приравнивался к самовольной отлучке и дезертирству из армии, что в соответствии со статьёй 193.7 Уголовного кодекса РСФСР предусматривало лишение свободы от 3 до 10 лет.
Указом Президиума Верховного Совета СССР от 19 апреля 1943 года в качестве меры наказания за пособничество врагу в расправах и насилиях над гражданским населением и пленными красноармейцами были введены каторжные работы. В связи с эти стали создаваться каторжные лагерных отделения (первые из них были созданы в Воркутлаге и Севвостлаге). К сентябрю 1947 года число осужденных на каторжные работы превышало 60 тыс. человек.
Советский и российский военный историк Г. Ф. Кривошеев указывает следующие цифры, основанные на данных НКВД: из 1 836 562 солдат, вернувшихся домой из плена, 233 400 человек были осуждены в связи с обвинением в сотрудничестве с противником и отбывали наказание в системе ГУЛАГа. Эти сведения дополняются следующей информацией: из 1 млн 836 тыс. вернувшихся из плена в проверочные лагеря и в спецлагеря НКВД были направлены около 600 тыс. бывших военнопленных (из которых были осуждены более 233 тыс. человек).
После окончания Великой Отечественной войны в ГУЛАГ попали заключённые из стран Восточной и Центральной Европы, а также из Австрии и советской оккупационной зоны Германии. Среди новых заключённых были также участники националистических отрядов поляков, украинцев, латышей и литовцев. После освобождения от немецких войск территории Восточной Европы, было принято решение использовать освобождённые концентрационные лагеря для содержания военнопленных и других осуждённых. Это бывшие концлагеря Мюльберг, Нойбрандербург, Баутцен, Оранненбург. В печально известном нацистском концлагере Бухенвальд в августе 1945 года был организован спецлагерь № 2 НКВД для интернированных. Согласно советским архивным данным, в 1945—1950 гг. только через этот лагерь прошло 28 455 заключённых, из них 7 113 — умерли.
В связи с реорганизацией наркоматов в министерства, Главное управление исправительно-трудовых лагерей и колоний в марте 1946 года вошло в состав МВД СССР. После расформирования бывших концлагерей Третьего Рейха, часть их имущества и оборудования было решено использовать в системе ГУЛАГ, в частности исследовательское оборудование.

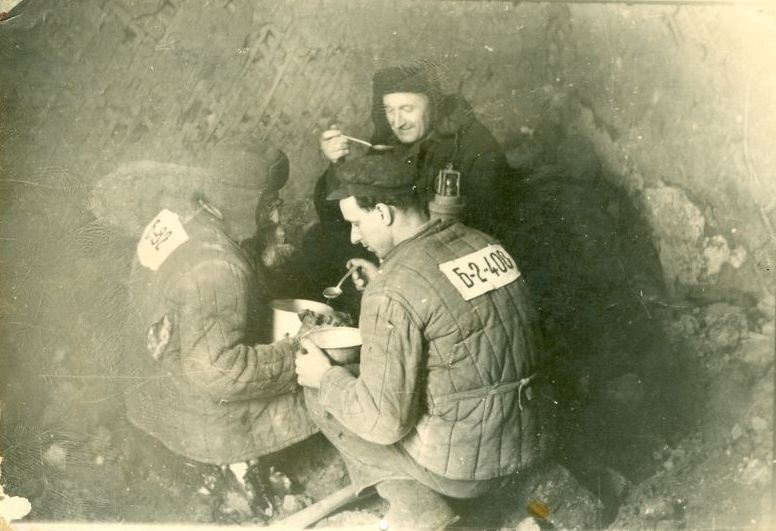
Заключённые Минлага с номерами на одежде

Постановлением Совета Министров СССР от 21 февраля 1948 года «Об организации лагерей и тюрем со строгим режимом для содержания особо опасных государственных преступников [и о направлении их по отбытии наказания на поселение в отдалённые местности СССР]» для «шпионов, диверсантов, террористов, троцкистов, правых, меньшевиков, эсеров, анархистов, националистов, белоэмигрантов и участников других антисоветских организаций и групп» в системе ГУЛАГа создавались особые лагеря (Степлаг, Минлаг, Дубровлаг, Озёрлаг, Берлаг). Заключённые в них должны были носить номера на одежде.

### После смертиСталина
27 марта 1953 года был издан указ Президиума Верховного Совета СССР об амнистии, по которому в течение следующих трёх месяцев вышла на свободу почти половина заключённых лагерей (примерно 1,2 из 2,5 млн человек).
Ожидавшееся, но не проводившееся освобождение «политических» привело к их коллективным выступлениям (Воркутинское восстание, Норильское восстание, Кенгирское восстание заключённых). Эти события ускорили создание комиссий, которые должны были проверить дела «политических» заключённых. В течение двух лет (с начала 1954 по начало 1956 годов) число «политических» в ГУЛАГе уменьшилось с 467 000 до 114 000 человек, то есть на семьдесят пять процентов. В начале 1956 года, впервые за двадцать лет, общее число заключённых стало меньше миллиона человек.
Ведомственная принадлежность ГУЛАГа после 1934 года менялась всего один раз — в марте 1953 года ГУЛАГ был передан в ведение Министерства юстиции СССР, но в январе 1954 года он был вновь возвращён в МВД СССР.
Следующим организационным изменением системы исполнения наказаний в СССР стало создание в октябре 1956 года Главного управления исправительно-трудовых колоний, которое в марте 1959 года было переименовано в Главное управление мест заключения.

## Структура
Всего свыше 30 тыс. мест заключения ГУЛАГ осуществляло руководство системой исправительно-трудовых лагерей (ИТЛ). Территориально лагеря подчинялись лагуправлениям, а организационно — специально созданным главкам в соответствующих наркоматах (лесной, нефтяной, машиностроительной промышленности и др). В общем случае, система подчинения ИТЛ была довольно сложной — в зависимости от экономической ситуации в стране и задач правительства отдельным министерствам, главки периодически ликвидировались, создавались вновь, переподчинялись другим главкам, или преобразовывались в отдельные главки. В свою очередь, лагуправления вместе с лагерями также ликвидировались, переподчинялись другим главкам, создавались вновь и т. д., но эти оргмероприятия никоим образом не облегчали судьбы заключенных. Особенно это было ощутимо во время и после Великой Отечественной войны — с началом войны практически все ресурсы и усилия ГУЛАГа был брошены на производство и обслуживание военных потребностей — металлургия (сталь для техники). С окончанием войны, когда страна больше нуждалась в восстановлении, основные мощности ГУЛАГа были развёрнуты вокруг лесозаготовок (напр., шпалы), добыча драгметаллов, строительство гидротехнических сооружений (напр., отвод рек, производство каналов) и тд.
Список главков, когда-либо существовавших в системе ГУЛАГа:
- Вытегоргидрострой
- ГУАС
- Енисейстрой
- Главасбест
- Главгидрострой
- ГУЛГМП
- ГУЛЖДС
- ГУЛЛП
- Главспецнефтестрой
- Главпромстрой
- Главгидроволгобалтстрой
- Главгидроволгодонстрой
- Главслюда
- Главспецстрой
- ГУШОСДОР
- Дальстрой
- Куйбышевгидрострой
- Средазгидрострой
- Главспеццветмет
- Сталинградгидрострой
- УЛСПЧМ
- Особстрой
- УТП
- Шекснагидрострой
- Амурское управление строительства БАМ
- Восточное управление строительства и лагерей БАМ
- УЖДС
- Западное управление строительства и лагерей БАМ
- Северное управление лагерей железнодорожного строительства
- Башспецнефтестрой
- Татспецнефтестрой
- Управление строительства 500
- Волгожелдорстрой
- Главное управление лагерей горно-металлургических предприятий

## Статистика ГУЛАГа
До конца 1980-х годов официальная статистика по ГУЛАГу была засекречена, доступ исследователей в советские архивы был невозможен, поэтому оценки были основаны либо на словах бывших заключённых или членов их семей, либо на применении математико-статистических методов.
Согласно официальным данным, всего через систему лагерей, тюрем и колоний ОГПУ и НКВД в 1921—1953 гг. прошло 4,3 млн человек (максимум был достигнут в начале 1950-х в результате послевоенного ужесточения уголовного законодательства и социальных последствий голода 1946—1947).
Вскоре после смерти Сталина Берия докладывал Президиуму ЦК, что в тюрьмах, колониях и трудовых лагерях находится 2 526 401 человек, среди которых осуждённые по политическим и по неполитическим статьям (в том числе 438 788 женщин, из них 35 505 с детьми, а 62 886 — беременны).

### Общая численность
Численность заключённых ГУЛАГа (по состоянию на 1 января каждого года):
| Годы | Исправительно-трудовые лагеря (ИТЛ) | Исправительно-трудовые колонии (ИТК) | Тюрьмы  | Всего     |
| --- | ----------------------------------- | ------------------------------------ | ------- | --------- |
| 1930 | 190 000                             | —                                    | —       | 190 000   |
| 1931 | 251 140                             | —                                    | —       | 251 140   |
| 1932 | 274 940                             | —                                    | —       | 274 940   |
| 1933 | 439 850                             | —                                    | —       | 439 850   |
| 1934 | 588 485                             | —                                    | –       | 588 485   |
| 1935 | 725 483                             | 240 259                              | 66 842  | 1 032 584 |
| 1936 | 839 406                             | 331 613                              | 133 684 | 1 304 703 |
| 1937 | 820 881                             | 200 056                              | 175 320 | 1 196 257 |
| 1938 | 996 367                             | 624 537                              | 263 098 | 1 884 002 |
| 1939 | 1 317 195                           | 355 243                              | 342 141 | 2 014 569 |
| 1940 | 1 344 408                           | 315 584                              | 186 278 | 1 846 270 |
| 1941 | 1 500 524                           | 429 205                              | 470 693 | 2 400 422 |
| 1942 | 1 415 596                           | 361 447                              | 368 532 | 2 045 575 |
| 1943 | 983 974                             | 500 208                              | 237 534 | 1 721 716 |
| 1944 | 663 594                             | 516 225                              | 151 296 | 1 331 115 |
| 1945 | 715 506                             | 745 171                              | 275 510 | 1 736 187 |
| 1946 | 600 897                             | 509 696                              | 245 146 | 1 355 739 |
| 1947 | 808 839                             | 894 667                              | 293 135 | 1 996 641 |
| 1948 | 1 108 057                           | 1 061 195                            | 280 374 | 2 449 626 |
| 1949 | 1 216 361                           | 1 140 324                            | 231 047 | 2 587 732 |
| 1950 | 1 461 300                           | 1 145 051                            | 198 744 | 2 760 095 |
| 1951 | 1 543 382                           | 997 378                              | 164 679 | 2 705 439 |
| 1952 | 1 713 614                           | 796 174                              | 152 614 | 2 662 402 |
| 1953 | 1 729 092                           | 743 155                              | 152 290 | 2 624 537 |
| 1954 | 1 475 000                           |                                      |         |           |
| 1955 | 1 300 000                           |                                      |         |           |
| 1956 | 900 000                             |                                      |         |           |
| Центральный государственный архив Октябрьской революции, высших органов государственной власти и органов государственного управления СССР (ЦГАОР СССР). Коллекция документов. |                                     |                                      |         |           |

### Смертность
Смертность заключённых ГУЛАГа:
|                                                                 | Исправительно-трудовые лагеря (ИТЛ) | Исправительно-трудовые лагеря (ИТЛ) | Исправительно-трудовые лагеря (ИТЛ) | Исправительно-трудовые колонии (ИТК) | Исправительно-трудовые колонии (ИТК) | Исправительно-трудовые колонии (ИТК) | Тюрьмы        | Тюрьмы  | Тюрьмы  | Всего         | Всего |
| Год                                                             | число умерших                       | % ИТЛ                               | % всего                             | число умерших                        | % ИТК                                | % всего                              | число умерших | % тюрем | % всего | число умерших | %     |
| --------------------------------------------------------------- | ----------------------------------- | ----------------------------------- | ----------------------------------- | ------------------------------------ | ------------------------------------ | ------------------------------------ | ------------- | ------- | ------- | ------------- | ----- |
| 1930                                                            | 7 980                               | 4,2                                 | 4,2                                 |                                      |                                      |                                      |               |         |         |               |       |
| 1931                                                            | 7 283                               | 2,9                                 | 2,9                                 |                                      |                                      |                                      |               |         |         |               |       |
| 1932                                                            | 13 197                              | 4,8                                 | 4,8                                 |                                      |                                      |                                      |               |         |         |               |       |
| 1933                                                            | 67 297                              | 15,3                                | 15,3                                |                                      |                                      |                                      |               |         |         |               |       |
| 1934                                                            | 25 187                              | 4,28                                | 4,28                                |                                      |                                      |                                      |               |         |         |               |       |
| 1935                                                            | 28 328                              | 3,9                                 | 2,74                                | 3 308                                | 1,37                                 | 0,32                                 | 1 023         | 1,53    | 0,09    | 32 659        | 3,15  |
| 1936                                                            | 20 595                              | 2,45                                | 1,57                                | 4 398                                | 0,96                                 | 0,33                                 | 1 486         | 1,11    | 0,11    | 26 479        | 2,02  |
| 1937                                                            | 25 376                              | 3,09                                | 2,12                                | 5 680                                | 1,51                                 | 0,47                                 | 2 443         | 1,39    | 0,2     | 33 499        | 2,8   |
| 1938                                                            | 90 546                              | 9,08                                | 4,8                                 | 18 108                               | 2,04                                 | 0,96                                 | 17 120        | 6,5     | 0,9     | 125 774       | 6,67  |
| 1939                                                            | 50 502                              | 3,83                                | 2,5                                 | 7 723                                | 2,17                                 | 0,38                                 | 7 076         | 2,0     | 0,35    | 65301         | 3,24  |
| 1940                                                            | 46 665                              | 3,47                                | 2,52                                | 6 348                                | 2,0                                  | 0,34                                 | 3 277         | 1,75    | 0,17    | 56 290        | 3,04  |
| 1941                                                            | 100 997                             | 6,73                                | 4,2                                 | 41 181                               | 9,59                                 | 1,71                                 | 7 468         | 1,58    | 0,31    | 149 646       | 6,23  |
| 1942                                                            | 248 877                             | 17,58                               | 12,1                                | 126 773                              | 35,0                                 | 6,19                                 | 29 788        | 8,08    | 1,45    | 405 438       | 19,82 |
| 1943                                                            | 166 967                             | 16,96                               | 9,69                                | 118 108                              | 23,61                                | 6,85                                 | 20 792        | 8,75    | 1,2     | 305 867       | 17.76 |
| 1944                                                            | 60 948                              | 9,18                                | 4,57                                | 55 515                               | 10,75                                | 4,17                                 | 8 252         | 5,45    | 0,61    | 124 715       | 9,36  |
| 1945                                                            | 43 848                              | 6,12                                | 2,52                                | 37 221                               | 4,99                                 | 2,14                                 | 6 834         | 2,48    | 0,39    | 87 903        | 5,06  |
| 1946                                                            | 18 154                              | 3,02                                | 1,33                                | 12 641                               | 2,48                                 | 0,93                                 | 2 271         | 0,92    | 0,16    | 33 066        | 2,43  |
| 1947                                                            | 35 668                              | 4,4                                 | 1,78                                | 32 496                               | 3,63                                 | 1,62                                 | 4 142         | 1,41    | 0,2     | 72 306        | 3,62  |
| 1948                                                            | 27 605                              | 2,49                                | 1,12                                | 24 055                               | 2,26                                 | 0,98                                 | 1 442         | 0,51    | 0,05    | 53 102        | 2,16  |
| 1949                                                            | 15 739                              | 1,29                                | 0,6                                 | 13 966                               | 1,22                                 | 0,53                                 | 982           | 0,42    | 0,03    | 30 687        | 1,18  |
| 1950                                                            | 14 703                              | 1,0                                 | 0,53                                | 9 983                                | 0,87                                 | 0,36                                 | 668           | 0,33    | 0,02    | 25 354        | 0,91  |
| 1951                                                            | 15 587                              | 1,0                                 | 0,57                                | 8 079                                | 0,81                                 | 0,29                                 | 424           | 0,25    | 0,01    | 24 090        | 0,89  |
| 1952                                                            | 13 806                              | 0,8                                 | 0,51                                | 7 045                                | 0,88                                 | 0,26                                 | 413           | 0,27    | 0,01    | 21 264        | 0,79  |
| 1953                                                            | 3 023                               | 0,17                                | 0,11                                | 1 990                                | 0,26                                 | 0,07                                 | 73            | 0,04    | 0,002   | 5 086         | 0,19  |
| 1954                                                            | 8 358                               | 0,56                                |                                     |                                      |                                      |                                      |               |         |         |               |       |
| 1955                                                            | 4 842                               | 0,37                                |                                     |                                      |                                      |                                      |               |         |         |               |       |
| 1956                                                            | 3 164                               | 0,35                                |                                     |                                      |                                      |                                      |               |         |         |               |       |
| Итого                                                           | 1 148 878                           |                                     |                                     | 534 618                              |                                      |                                      | 115 974       |         |         | 1 815 834     |       |
| Справка подготовлена по материалам ОУРЗ ГУЛага (ГАРФ. Ф. 9414). |                                     |                                     |                                     |                                      |                                      |                                      |               |         |         |               |       |

### Национальный состав заключённых

Национальный состав заключённых
на 1 января 1939 года

Согласно ряду исследований в лагерях ГУЛАГа национальный состав заключённых был распределён следующим образом (на 1 января каждого года):
| Национальность | Численность | Численность | Численность | Численность | Численность | Численность | Численность | Численность |
| Национальность | 1939        | 1940        | 1942        | 1943        | 1944        | 1945        | 1946        | 1947        |
| -------------- | ----------- | ----------- | ----------- | ----------- | ----------- | ----------- | ----------- | ----------- |
| Украинцы       | 18190       | 19683       | 18148       | 11467       | 73832       | 85584       | 10755       | 18294       |
| Белорусы       | 44785       | 49743       | 45320       | 25461       | 15264       | 15479       | 24249       | 32242       |
| Татары         | 24894       | 28232       | 29116       | 17915       | 11933       | 14568       | 9049        | 11045       |
| Узбеки         | 24499       | 26888       | 26978       | 20129       | 8380        | 8426        | 5570        | 4777        |
| Евреи          | 19758       | 21510       | 23164       | 20230       | 15317       | 14433       | 10839       | 9530        |
| Казахи         | 17123       | 20166       | 19703       | 14888       | 11453       | 12321       | 7822        | 8115        |
| Немцы          | 18572       | 18822       | 19258       | 18486       | 19773       | 22478       | 18155       | 18738       |
| Поляки         | 16860       | 16133       | 14982       | 11339       | 8765        | 8306        | 13356       | 16137       |
| Грузины        | 11723       | 12099       | 11171       | 6960        | 5517        | 5446        | 4544        | 4609        |
| Азербайджанцы  | н/д         | 10800       | 8170        | 4584        | 2924        | 4338        | 3163        | 1495        |
| Армяне         | 11064       | 10755       | 10307       | 9300        | 6835        | 6903        | 5477        | 5728        |
| Туркмены       | 9352        | 9411        | 8548        | 6078        | 3113        | 2681        | 2007        | 2397        |
| Латыши         | 4742        | 5400        | 7204        | 5008        | 3856        | 3444        | 12302       | 11266       |
| Башкиры        | 4874        | 5380        | 4669        | 2414        | 1406        | 1579        | 905         | 1093        |
| Таджики        | 4347        | 5377        | 4896        | 3841        | 2194        | 1872        | 1335        | 1460        |
| Китайцы        | 3161        | 4033        | 5182        | 3848        | 2792        | 2879        | 2614        | 1888        |
| Корейцы        | 2371        | 2800        | 2403        | 1806        | 1257        | 1397        | 909         | 959         |
| Финны          | 2371        | 2750        | 3547        | 2781        | 2220        | 1929        | 1758        | 2245        |
| Эстонцы        | 2371        | 2720        | 6581        | 4556        | 2933        | 2880        | 9017        | 10241       |
| Буряты         | 1581        | 2700        | 2610        | 1859        | 1344        | 1382        | 1240        | 1247        |
| Киргизы        | 2503        | 2688        | 3537        | 2706        | 1437        | 1142        | 1034        | 894         |
| Литовцы        | 1050        | 1344        | 3074        | 3125        | 2048        | 1805        | 11361       | 15328       |
| Афганцы        | 263         | 280         | 256         | 170         | 89          | 65          | 59          | 48          |
| Румыны         | 395         | 270         | 1550        | 1040        | 857         | 815         | 840         | 978         |
| Иранцы         | н/д         | 134         | 1825        | 1176        | 772         | 678         | 501         | 558         |
| Японцы         | 50          | 80          | 133         | 119         | 116         | 23          | 578         | 660         |
| Монголы        | 35          | 70          | 64          | 37          | 22          | 49          | 20          | 49          |
| Турки          | н/д         | н/д         | 488         | 297         | 226         | 281         | 264         | 186         |
| Прочие         | 76055       | 67451       | 136898      | 79208       | 53068       | 50599       | 41247       | 29725       |
| ИТОГО:         | 1317195     | 1344408     | 1415596     | 983974      | 663594      | 715505      | 600897      | 786441      |

| Национальность | Процент   | Процент   | Процент   | Процент   | Процент   | Процент   | Процент   | Процент   | Процент   |
| Национальность | 1939      | 1940      | 1941      | 1942      | 1943      | 1944      | 1945      | 1946      | 1947      |
| -------------- | --------- | --------- | --------- | --------- | --------- | --------- | --------- | --------- | --------- |
| Русские        | 63,050 %  | 61,000 %  | 58,951 %  | 58,902 %  | 60,992 %  | 60,858 %  | 61,736 %  | 50,447 %  | 52,453 %  |
| Украинцы       | 13,810 %  | 14,600 %  | 12,605 %  | 12,726 %  | 11,633 %  | 11,126 %  | 11,961 %  | 17,898 %  | 22,925 %  |
| Белорусы       | 3,400 %   | 3,700 %   | 3,470 %   | 3,201 %   | 2,588 %   | 2,300 %   | 2,163 %   | 4,035 %   | 4,100 %   |
| Татары         | 1,890 %   | 2,100 %   | 1,902 %   | 2,057 %   | 1,821 %   | 1,798 %   | 2,036 %   | 1,506 %   | 1,404 %   |
| Узбеки         | 1,860 %   | 2,000 %   | 1,543 %   | 1,906 %   | 2,046 %   | 1,263 %   | 1,178 %   | 0,927 %   | 0,607 %   |
| Евреи          | 1,500 %   | 1,600 %   | 2,075 %   | 1,636 %   | 2,056 %   | 2,308 %   | 2,017 %   | 1,804 %   | 1,212 %   |
| Казахи         | 1,300 %   | 1,500 %   | 1,279 %   | 1,392 %   | 1,513 %   | 1,726 %   | 1,722 %   | 1,302 %   | 1,032 %   |
| Немцы          | 1,410 %   | 1,400 %   | 1,274 %   | 1,360 %   | 1,879 %   | 2,980 %   | 3,142 %   | 3,021 %   | 2,383 %   |
| Поляки         | 1,280 %   | 1,200 %   | 1,963 %   | 1,058 %   | 1,152 %   | 1,321 %   | 1,161 %   | 2,223 %   | 2,052 %   |
| Грузины        | 0,890 %   | 0,900 %   | 0,740 %   | 0,789 %   | 0,707 %   | 0,831 %   | 0,761 %   | 0,756 %   | 0,586 %   |
| Азербайджанцы  | -         | 0,803 %   | 0,666 %   | 0,577 %   | 0,466 %   | 0,441 %   | 0,606 %   | 0,526 %   | 0,190 %   |
| Армяне         | 0,840 %   | 0,800 %   | 0,753 %   | 0,728 %   | 0,945 %   | 1,030 %   | 0,965 %   | 0,911 %   | 0,728 %   |
| Туркмены       | 0,710 %   | 0,700 %   | 0,646 %   | 0,604 %   | 0,618 %   | 0,469 %   | 0,375 %   | 0,334 %   | 0,305 %   |
| Латыши         | 0,360 %   | 0,402 %   | 0,325 %   | 0,509 %   | 0,509 %   | 0,581 %   | 0,481 %   | 2,047 %   | 1,433 %   |
| Башкиры        | 0,370 %   | 0,400 %   | 0,371 %   | 0,330 %   | 0,245 %   | 0,212 %   | 0,221 %   | 0,151 %   | 0,139 %   |
| Таджики        | 0,330 %   | 0,400 %   | 0,320 %   | 0,346 %   | 0,390 %   | 0,331 %   | 0,262 %   | 0,222 %   | 0,186 %   |
| Китайцы        | 0,240 %   | 0,300 %   | 0,202 %   | 0,366 %   | 0,391 %   | 0,421 %   | 0,402 %   | 0,435 %   | 0,240 %   |
| Корейцы        | 0,180 %   | 0,208 %   | 0,140 %   | 0,170 %   | 0,184 %   | 0,189 %   | 0,195 %   | 0,151 %   | 0,122 %   |
| Финны          | 0,180 %   | 0,205 %   | 0,174 %   | 0,251 %   | 0,283 %   | 0,335 %   | 0,270 %   | 0,293 %   | 0,285 %   |
| Эстонцы        | 0,180 %   | 0,202 %   | 0,019 %   | 0,465 %   | 0,463 %   | 0,442 %   | 0,403 %   | 1,501 %   | 1,302 %   |
| Буряты         | 0,120 %   | 0,201 %   | 0,129 %   | 0,184 %   | 0,189 %   | 0,203 %   | 0,193 %   | 0,206 %   | 0,159 %   |
| Киргизы        | 0,190 %   | 0,200 %   | 0,182 %   | 0,250 %   | 0,275 %   | 0,217 %   | 0,160 %   | 0,172 %   | 0,114 %   |
| Литовцы        | 0,080 %   | 0,100 %   | 0,083 %   | 0,217 %   | 0,318 %   | 0,309 %   | 0,252 %   | 1,891 %   | 1,949 %   |
| Афганцы        | 0,020 %   | 0,021 %   | 0,021 %   | 0,018 %   | 0,017 %   | 0,013 %   | 0,009 %   | 0,010 %   | 0,006 %   |
| Румыны         | 0,030 %   | 0,020 %   | 0,022 %   | 0,109 %   | 0,106 %   | 0,129 %   | 0,114 %   | 0,140 %   | 0,124 %   |
| Иранцы         | -         | 0,010 %   | 0,074 %   | 0,129 %   | 0,120 %   | 0,116 %   | 0,095 %   | 0,083 %   | 0,071 %   |
| Японцы         | 0,004 %   | 0,006 %   | 0,008 %   | 0,009 %   | 0,012 %   | 0,017 %   | 0,003 %   | 0,096 %   | 0,084 %   |
| Монголы        | 0,003 %   | 0,005 %   | 0,004 %   | 0,005 %   | 0,004 %   | 0,003 %   | 0,007 %   | 0,003 %   | 0,006 %   |
| Турки          | н/д       | н/д       | -         | 0,034 %   | 0,030 %   | 0,034 %   | 0,039 %   | 0,044 %   | 0,024 %   |
| Прочие         | 5,774 %   | 5,017 %   | 9,894 %   | 9,671 %   | 8,050 %   | 7,997 %   | 7,072 %   | 6,864 %   | 3,780 %   |
| ИТОГО:         | 100,000 % | 100,000 % | 100,000 % | 100,000 % | 100,000 % | 100,000 % | 100,000 % | 100,000 % | 100,000 % |

По данным, приводимым в этой же работе, на 1 января 1951 года в лагерях и колониях количество заключённых составляло:
| Национальность               | Всего   | В том числе | В том числе | % от всего |
| Национальность               | Всего   | В лагерях   | В колониях  | % от всего |
| ---------------------------- | ------- | ----------- | ----------- | ---------- |
| Русские                      | 1405511 | 805995      | 599516      | 55.59 %    |
| Украинцы                     | 506221  | 362643      | 143578      | 20.02 %    |
| Белорусы                     | 96471   | 63863       | 32608       | 3.82 %     |
| Татары                       | 56928   | 28532       | 28396       | 2.25 %     |
| Литовцы                      | 43016   | 35773       | 7243        | 1.70 %     |
| Немцы                        | 32269   | 21096       | 11173       | 1.28 %     |
| Узбеки                       | 30029   | 14137       | 15892       | 1.19 %     |
| Латыши                       | 28520   | 21689       | 6831        | 1.13 %     |
| Армяне                       | 26764   | 12029       | 14735       | 1.06 %     |
| Казахи                       | 25906   | 12554       | 13352       | 1.02 %     |
| Евреи                        | 25425   | 14374       | 11051       | 1.01 %     |
| Эстонцы                      | 24618   | 18185       | 6433        | 0.97 %     |
| Азербайджанцы                | 23704   | 6703        | 17001       | 0.94 %     |
| Грузины                      | 23583   | 6968        | 16615       | 0.93 %     |
| Поляки                       | 23527   | 19184       | 4343        | 0.93 %     |
| Молдаване                    | 22725   | 16008       | 6717        | 0.90 %     |
| Башкиры                      | 7847    | 3619        | 4228        | 0.31 %     |
| Киргизы                      | 6424    | 3628        | 2796        | 0.25 %     |
| Таджики                      | 5726    | 2884        | 2842        | 0.23 %     |
| Удмурты                      | 5465    | 2993        | 2472        | 0.22 %     |
| Туркмены                     | 5343    | 2257        | 3086        | 0.21 %     |
| Финны и карелы               | 4294    | 2369        | 1925        | 0.17 %     |
| Корейцы                      | 2512    | 1692        | 820         | 0.10 %     |
| Греки                        | 2326    | 1558        | 768         | 0.09 %     |
| Китайцы                      | 2039    | 1781        | 258         | 0.08 %     |
| Румыны                       | 1639    | 1318        | 321         | 0.06 %     |
| Японцы                       | 1102    | 852         | 250         | 0.04 %     |
| Иранцы                       | 606     | 262         | 344         | 0.02 %     |
| Турки                        | 362     | 300         | 62          | 0.01 %     |
| Афганцы                      | 131     | 100         | 31          | 0.01 %     |
| Монголы                      | 83      | 70          | 13          | 0.003 %    |
| Другие, из них:              | 87030   | 48351       | 38679       | 3.44 %     |
| Коренные национальности СССР | 78832   | 41688       | 37144       | 3.12 %     |
| Некоренные национальности    | 8198    | 6663        | 1535        | 0.32 %     |
| ИТОГО:                       | 2528146 | 1533767     | 994379      | 100.00 %   |

## Охрана ГУЛАГа
Охрану заключённых в лагерях и колониях осуществлял специальный военизированный состав ГУЛАГа, комплектуемый, главным образом, из демобилизованных красноармейцев и младших командиров Красной Армии и войск НКВД.
Правовой статус работников ВОХР определялся секретными инструкциями ОГПУ-НКВД-МВД. Уставы службы войск ОГПУ-НКВД-МВД, общевойсковые уставы Красной Армии определяли права общие и должностные обязанности служащих охраны, регламентировали несение гарнизонной, караульной и внутренней службы. По своему правовому и социально-экономическому положению работники ВОХР были приравнены к лицам, несущим действительную военную службу. Для служащих охраны ИТЛ существовала политика льгот и привилегий: в области трудового землепользования сельского хозяйства; труда и социального страхования; народного образования; здравоохранения, а также при переездах по железным дорогам и водным путям; почтовые; денежные пособия; судебные; по обязательному страхованию; по налогам и сборам; жилищные.

### Руководство ГУЛАГа (начальники управления)
Первые руководители ГУЛАГа — Фёдор Эйхманс, Лазарь Коган, Матвей Берман, Израиль Плинер — в числе прочих видных чекистов, являвшихся главными руководителями «большого террора», погибли в ходе чистки в НКВД в этот период.

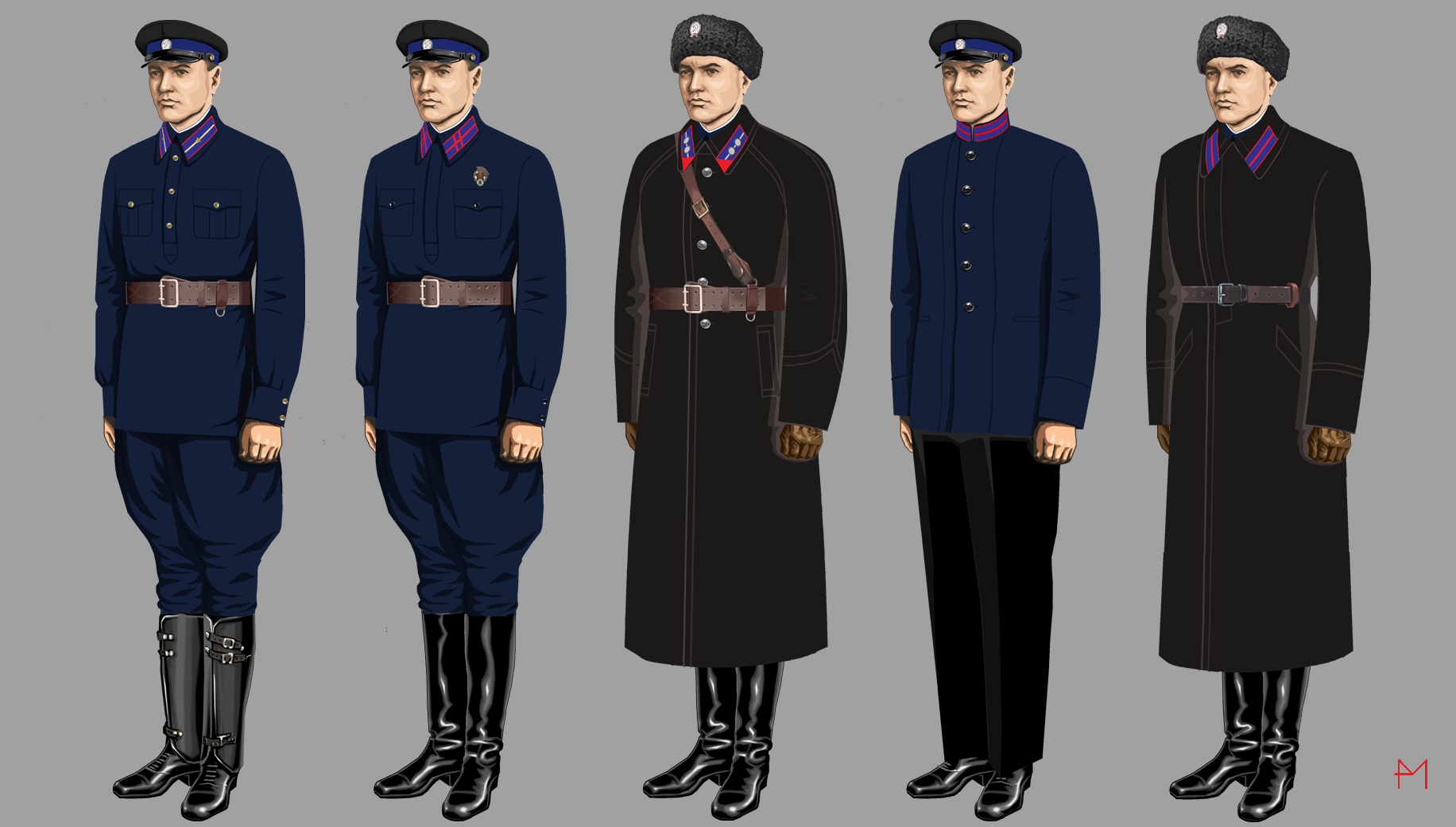
Униформа охраны ГУЛАГа, 1936—1943

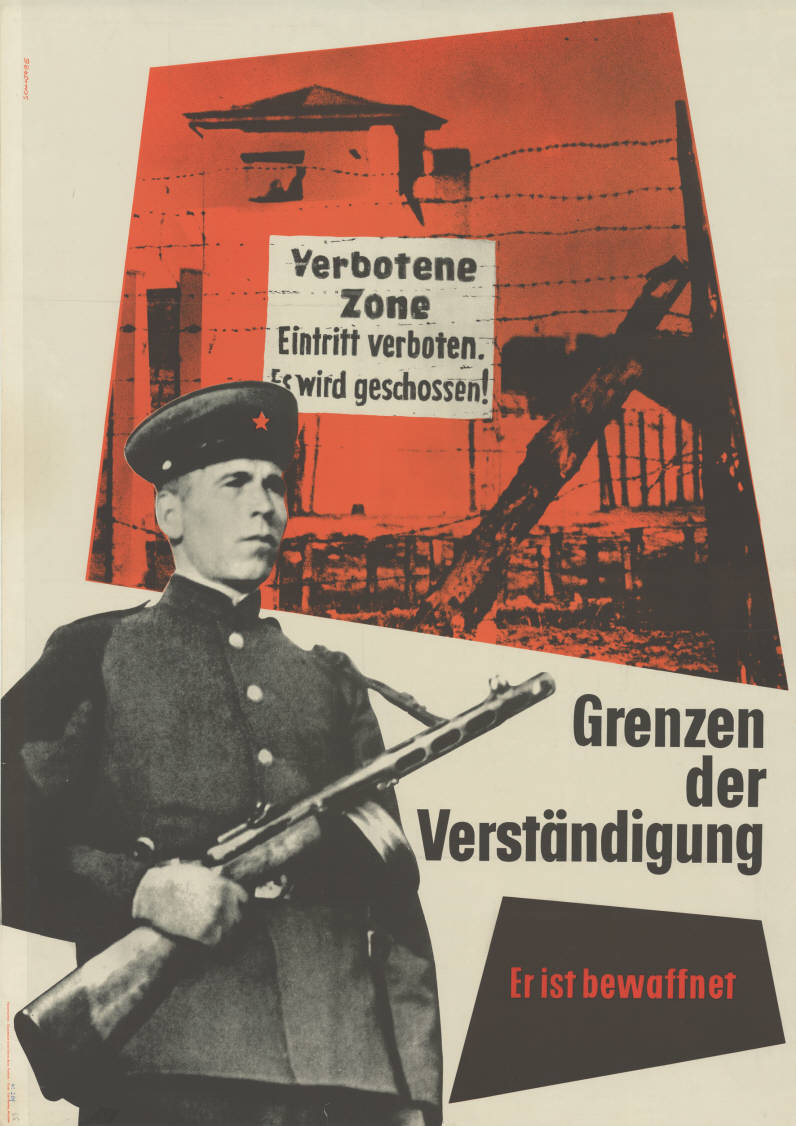
Часовой с оружием, позади которого надпись «Verbotene Zone. Eintritt verboten» («Запретная зона. Вход воспрещён»). Западногерманский плакат 1953 года

| Имя                           | Портрет | Срок полномочий    |
| ----------------------------- | ------- | ------------------ |
| Эйхманс, Фёдор Иванович       |         | апрель — июнь 1930 |
| Коган, Лазарь Иосифович       |         | до 9 июня 1932     |
| Берман, Матвей Давыдович      |         | до 16 августа 1937 |
| Плинер, Израиль Израилевич    |         | до 16 ноября 1938  |
| Филаретов, Глеб Васильевич    |         | до 18 февраля 1939 |
| Чернышёв, Василий Васильевич  |         | до 26 февраля 1941 |
| Наседкин, Виктор Григорьевич  |         | до 2 сентября 1947 |
| Добрынин, Георгий Прокопьевич |         | до 31 января 1951  |
| Долгих, Иван Ильич            |         | до 5 октября 1954  |
| Егоров, Сергей Егорович       |         | до 4 апреля 1956   |
| Бакин, Павел Николаевич       |         | до 6 мая 1958      |
| Холодков, Михаил Николаевич   |         | до 13 июня 1960    |

### Категории (штатные группы) сотрудников ГУЛАГ и ОТК НКВД СССР и их знаки различия (1936—1943)
| №  | Должности | №  | Должности |
| -- | --- | -- | --- |
| 1  | - начальник ГУЛАГ; | 2  | - заместитель начальника ГУЛАГ; |
| 3  | - помощник начальника ГУЛАГ; - начальники управлений лагерей (Дмитровского, Байкало-Амурского, Волжского, Беломоро-Балтийского и Ухтинско-Печорского ИТЛ); - начальники управлений мест заключения НKВД УССР; - начальники управлений лагерей, мест заключения и трудовых поселений УНKВД по Дальневосточному краю; - начальники строительств НKВД; | 4  | - начальники отделов ГУЛАГ; - главные инженеры управлений лагерей и их заместители; - начальники Управления мест заключения УНKВД; - начальники управлений лагерей; - начальники управлений лагерей, мест заключения и трудовых поселений УНKВД; - заместители и помощники начальников 3-й группы; |
| 5  | - помощники начальников отделов ГУЛАГ; - начальники самостоятельных отделений и инспекций ГУЛАГ; - начальники ОМЗ УНKВД; - начальники отделов управлений лагерей, управлений лагерей, мест заключения и трудовых поселений УНKВД; | 6  | - начальники отделений отделов ГУЛАГ; - начальники секторов и секретарь ГУЛАГ; начальники самостоятельных отделений управлений лагерей; начальники отделений ОМЗ УНKВД; - начальники лаготделений и районов; - начальники охраны лагерей; - начальники тюрем и колоний 1-й-4-й категорий; |
| 7  | - оперуполномоченные, старшие инспекторы и старшие специалисты ГУЛАГа; - начальники отделений отделов управлений лагерей и мест заключения; - секретари управлений лагерей и ОМЗ УНKВД; - начальники отдельных лагпунктов и участков; - руководители работ; - начальники штабов охраны и отдельных отрядов; - начальники тюрем 5-й-6-й категорий; | 8  | - уполномоченные; инспекторы и специалисты ГУЛАГа; - оперативные уполномоченные, старшие инспекторы и специалисты управлений лагерей, мест заключения и трудовых поселений или ОМЗ УНKВД; - начальники частей лагерного отделения или района; начальники штабов отдельных отрядов; - начальники тюрем и колоний 7-й-8-й категорий; - начальники бюро исправительных работ; - участковые и районные коменданты трудпосёлков; |
| 9  | - секретари отделов и помощники секретаря ГУЛАГа; - уполномоченные, инспекторы и специалисты управлений лагерей, мест заключения и трудовых поселений или ОМЗ УНKВД; - оперуполномоченные лагерных отделений и участков, контролёры, начальники боевого питания и инструкторы в охране лагерей; - начальники частей (в том числе охраны) тюрем и колоний и дежурные помощники начальника тюрьмы; - оперативные уполномоченные тюрем и колоний; - помощники районного и участкового коменданта трудпосёлков; | 10 | - помощники уполномоченных; помощники инспекторов и сотрудники для поручений ГУЛАГа; - помощники уполномоченных в управлениях лагерей, мест заключения и трудовых поселений УНKВД; - уполномоченные лагерных отделений и районов; - начальники питомников служебных собак; - начальники корпусов тюрем; - коменданты колоний; - поселковые коменданты;                                                                      |
| 11 | - сотрудники для поручений в управлениях лагерей, мест заключения и трудовых поселений УНKВД; - помощники уполномоченных в лаготделениях и районах; - адъютанты; - командиры взводов отрядов охраны; - начальники команд служебных собак; - заведующие оружейными мастерскими; - помощники уполномоченных тюрем и колоний; - старшины охраны в тюрьмах; - помощники поселкового коменданта; | 12 | - помощники командиров взводов охраны и командиры отделений; - проводники служебных собак; - старшие надзиратели тюрем и колоний и заведующие передачей и свиданиями; - старшие милиционеры трудовых посёлков; |

#### Знаки различия
|           | Высший операдмначсостав | Высший операдмначсостав | Старший операдмначсостав | Старший операдмначсостав | Старший операдмначсостав | Средний операдмначсостав | Средний операдмначсостав | Средний операдмначсостав | Младший операдмначсостав | Младший операдмначсостав | Рядовой состав |
| --------- | ----------------------- | ----------------------- | ------------------------ | ------------------------ | ------------------------ | ------------------------ | ------------------------ | ------------------------ | ------------------------ | ------------------------ | -------------- |
| Петлицы   | петлица ГУЛАГ           | петлица ГУЛАГ           | петлица ГУЛАГ            | петлица ГУЛАГ            | петлица ГУЛАГ            | петлица ГУЛАГ            | петлица ГУЛАГ            | петлица ГУЛАГ            | петлица ГУЛАГ            | петлица ГУЛАГ            | петлица ГУЛАГ  |
| Категория | 3                       | 4                       | 5                        | 6                        | 7                        | 8                        | 9                        | 10                       | 11                       | 12                       | нет            |

## Место хранения архивного фонда
Государственный архив Российской Федерации, бывший ЦГАОР. Фонд «Главное управление мест заключения (ГУМЗ) Министерства внутренних дел СССР» № Р-9414, 9 описей, 7615 единиц хранения, 1930—1960 годов, из них по личному составу 480 единиц хранения 1931—1960 годов.
Многие исходящие документы могут находиться на хранении в иных фондах Государственного архива Российской Федерации, например, в фонде СНК СССР (Совмина СССР), а также в иных государственных архивах.

## Роль в экономике и эффективность
Уже к началу 1930-х труд заключённых в СССР рассматривался как экономический ресурс. Постановление СНК СССР от 11 июля 1929 года предписывало ОГПУ:

… расширить существующие и организовать новые исправительно-трудовые лагеря (на территории Ухты и других отдалённых районов) в целях колонизации этих районов и эксплуатации их природных богатств путём применения труда лишённых свободы.

Ещё более чётко отношение властей к заключённым как к экономическому ресурсу выразил Сталин, в 1938 году выступивший на заседании Президиума Верховного Совета СССР и заявивший по поводу существовавшей тогда практики досрочного освобождения заключённых следующее:

Мы плохо делаем, мы нарушаем работу лагерей. Освобождение этим людям, конечно, нужно, но с точки зрения государственного хозяйства это плохо <…>
Нельзя ли дело повернуть по-другому, чтобы люди эти оставались на работе — награды давать, ордена, может быть? А то мы их освободим, вернутся они к себе, снюхаются опять с уголовниками и пойдут по старой дорожке. В лагере атмосфера другая, там трудно испортиться. Я говорю о нашем решении: если по этому решению досрочно освобождать, эти люди опять по старой дорожке пойдут. Может быть, так сказать: досрочно их сделать свободными от наказания с тем, чтобы они оставались на строительстве как вольнонаёмные?

### Отраслевая структура
Экономическая деятельность НКВД и МВД в 1930—1950-е годы охватывала различные отрасли: от машиностроения до улова рыбы, от чёрной металлургии до изготовления валенок, от строительства электростанций до производства шёлковых тканей, от лесозаготовки до изготовления чулочно-носочных изделий, от химической промышленности до добычи минеральных вод и т. д. Однако ключевыми направлениями были промышленность и капитальное строительство.

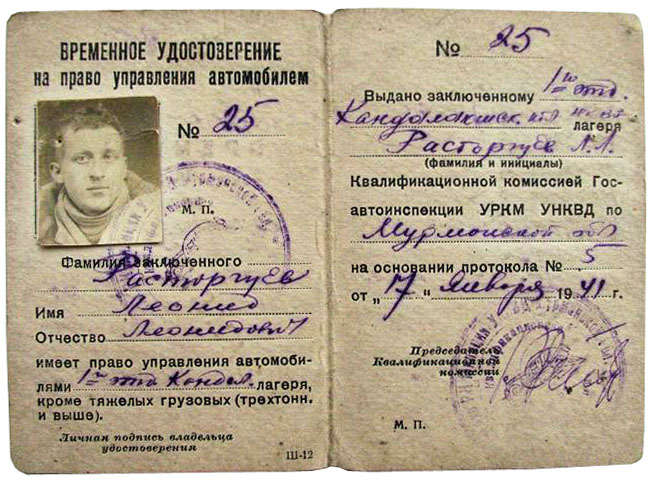
Водительское удостоверение, выданное заключённому Расторгуеву. Кандалакша, январь 1941

#### Промышленность
Ресурсы НКВД и МВД использовались и добывающей, и в перерабатывающей промышленности: цветной и чёрной металлургии, добыче полезных ископаемых, в энергетике, слюдяной, асбестовой, химической промышленности, в машиностроении и металлообработке, в лесной и деревообрабатывающей промышленности, в производстве стройматериалов и товаров народного потребления. Последние преимущественно выпускались в исправительно-трудовых колониях, где деревообработка, швейное и обувное производство, сельскохозяйственное производство были основными и позволяли занять лиц, осуждённых на короткие сроки, женщин, несовершеннолетних, пожилых людей, инвалидов и ограниченно годных к физическому труду. В исправительно-трудовых лагерях подобная продукция не имела товарного характера и использовалась для нужд самих ИТЛ и строительств.

#### Строительство

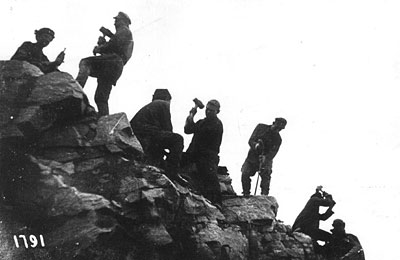
Заключённые на строительстве Беломорканала

Заключёнными ГУЛАГа в 1930—1950-х годах велось строительство ряда крупных промышленных и транспортных объектов:
- каналов (Беломорско-Балтийский канал имени Сталина, канал имени Москвы, Волго-Донской канал имени Ленина);
- ГЭС (Волжская, Жигулёвская, Угличская, Рыбинская, Нижнетуломская, Усть-Каменогорская, Цимлянская и др.);
- металлургических предприятий (НГМК и Нижнетагильский МК и др.);
- объектов советской ядерной программы;
- ряда железных дорог (Трансполярной магистрали, Кольской железной дороги, тоннеля на Сахалин, Караганда — Моинты — Балхаш, Северной железной дороги, Печорской магистрали, вторых путей Сибирской магистрали, Тайшет — Лена (начало БАМа) и др.) и автомобильных дорог.
- несколько советских городов были основаны и строились учреждениями ГУЛАГа (Комсомольск-на-Амуре, Советская Гавань, Дудинка, Воркута, Ухта, Инта, Печора, Молотовск, Дубна, Находка, Ангарск, Волжский, Жезказган).

### Эффективность
Уровень производительности труда ГУЛАГа в разных отраслях отличался. Например, в добывающей отрасли НКВД лидировал как по объёму производства, перевыполнив во время Великой Отечественной войны план по добыче золота, платины, радия, никеля, олова, меди, молибдена, вольфрама, угля, нефти, сажи, леса и др., так и по снижению себестоимости продукции. В 1944 г. металлы, поставляемые НКВД, обходились значительно дешевле поставляемых Наркомцветметом: золото стоило 11 руб. 32 коп. за грамм против 20 руб. 50 коп., никель соответственно 20 руб. 50 коп. и 31 руб. за кг, олово в концентратах — 52 руб. 80 коп. и 100—165 руб. за кг.
Достаточно эффективным было применение ресурсов ГУЛАГа в капитальном строительстве. На долю Главпромстроя ГУЛАГа доставались самые сложные и капиталоёмкие проекты страны, которые требовалось реализовывать в труднодоступных или неосвоенных районах, в том числе для атомного проекта. Именно благодаря последнему и необходимости послевоенного восстановления страны в 1949—1952 гг. объёмы работ силами МВД в капитальном строительстве удвоились, что составило в 1952 г. около 9 % общих государственных капиталовложений. И это не было самым высоким результатом, так как исторически доля ведомства в общем объёме капитального строительства варьировалась от 6,2 % (1700 млн руб.) в 1935 г. до 14,9 % (в среднем 3659 млн руб.) в 1941—1944 гг. В отдалённых районах СССР эта доля была значительно больше.
Не справлялся ГУЛАГ и с плановыми заданиями по снижению себестоимости. Фактическая себестоимость лагерного производства в несколько раз превышала плановую. Например, 1 кубометр земли на строительстве северного тракта Чибью-Крутая должен был по смете стоить 1 рубль 6 копеек, а фактически его стоимость, по подсчётам лагерных экономистов, составляла, как минимум, 6 рублей.
Эффективность труда заключённых в ГУЛАГе была существенно ниже, чем среди вольнонаёмных работников. Как экономический проект ГУЛАГ был убыточен. В 1930-е годы норма питания заключённых составляла 2 000 калорий, что было явно недостаточно для работающих людей, тем более, что реальное снабжение продовольствием было ещё ниже. По подсчётам доктора исторических наук, научного руководителя Центра экономической истории исторического факультета МГУ Леонида Бородкина, общий вклад ГУЛАГа в экономику не превышал 4 % ВВП.
В сравнении с гражданским сектором, труд заключённых был неэффективным, а продуктивность — ничтожной. В частности, руководитель ГУЛАГа Наседкин 13 мая 1941 года писал, что «выработка на одного рабочего в ГУЛАГе на строительно-монтажных работах 23 рубля в день, а в гражданском секторе на строительно-монтажных работах 44 рубля». Труд заключённых приносил ничтожный и зачастую очень ненужный ресурс.
Л. П. Берия 9 апреля 1939 г. обратился с письмом к В. М. Молотову, в котором просил увеличить нормы снабжения заключённых продовольствием и одеждой для повышения производительности их труда:

Существующая в ГУЛАГе НКВД СССР норма питания в 2000 калорий рассчитана на сидящего в тюрьме и не работающего человека. Практически и эта заниженная норма снабжающими организациями отпускается только на 65—70 %. Поэтому значительный процент лагерной рабочей силы попадает в категории слабосильных и бесполезных на производстве людей. На 1 марта 1939 года слабосильных в лагерях и колониях было 200 000 человек, и поэтому в целом рабочая сила используется не выше 60—65 процентов.

Историк Н. Верт пишет:

Анализ внутренней документации ГУЛАГа однозначно указывает на то, что в периоды 1937/38, 1940/41, и 1947/48 гг., когда увеличивались масштабы политических преследований и возрастало количество заключенных, это ни в коей мере не вело к росту производительности, а как раз наоборот, каждый раз заканчивалось огромной дезорганизацией…
…Инспекции, проведенные в 1951/52 гг. в наиболее значительных лагерных комплексах, отразили безнадежное положение, в котором оказалось управление перед лицом постоянно падающей рентабельности. Пришли к выводу, что стоимость содержания и охраны одного заключенного была выше, чем предоставляемая зарплата, которую получали вольнонаемные рабочие на том же строительном объекте. А производительность их труда была выше.

После смерти Сталина и проведения в 1953 году массовой амнистии число заключённых в лагерях сократилось в два раза, строительство ряда объектов было прекращено. В течение нескольких лет после этого система ГУЛАГа планомерно сворачивалась и окончательно прекратила своё существование в 1960 году. Правда, из-за этой амнистии на волю было выпущено много настоящих преступников, что привело к всплеску правонарушений.

### Коррупция
Существует распространённое мнение о том, что в системе лагерей ГУЛАГ не было коррупции. Однако по заявлению историка Л. И. Бородкина, есть множество различных документов, подтверждающих, что коррупция была в системе ГУЛАГ даже во время войны. Встречались факты хищения в форме присвоений и растрат лагерного имущества и питания лагерным начальством, а также блатными (ворами) и вольнонаёмными работниками.

### Вклад ГУЛАГа в экономику времён Великой Отечественной войны
Во время Великой Отечественной войны численность заключённых ГУЛАГа резко сократилась. Однако в период войны в ГУЛАГе заработал ряд военных производств. К 1944 году на предприятиях ГУЛАГа было произведено 35,8 млн ручных гранат, 9,2 млн противопехотных мин, 100 тысяч авиабомб, более 20,7 млн корпусов боеприпасов.
Кроме того, ГУЛАГ сдавал в аренду заключённых для работы на предприятиях, выпускавших продукцию для фронта. К 1944 году ГУЛАГ сдал в аренду наркоматам более 900 тысяч заключённых (из них 316 тысяч были военнопленными), построив рядом с местами их работы лагеря и колонии.

## Условия

### Жестокое обращение
В документе, подписанном начальником оперативного отдела ГУЛАГа НКВД СССР, от 1942 года, пишется о том, что отдельными сотрудниками лагеря к заключённым применяется жестокое обращение. Указываются фамилии дежурных стрелков в лагере Чкаловской области. В документе в частности говорилось:

<…> В виде меры наказания за разного рода нарушения лагерного режима ХОМЯКОВ, УКОЛОВ, ТРОФИМОВ и ОВСЯННИКОВ наносили заключённым побои. Вязали и полураздетыми водворяли в холодный изолятор. Связывали проволокой, выводили на улицу и привязывали к столбу. Заключённых полураздетыми выводили на улицу и по несколько часов держали их на морозе. Были случаи, когда в полураздетом состоянии заключённых заставляли лежать на снегу.
Оперативно-чекистским отделением ОИТК УНКВД по Чкаловской области ХОМЯКОВ, УКОЛОВ, ТРОФИМОВ и ОВСЯННИКОВ арестованы и привлечены к уголовной ответственности.

### Режимы лагерей

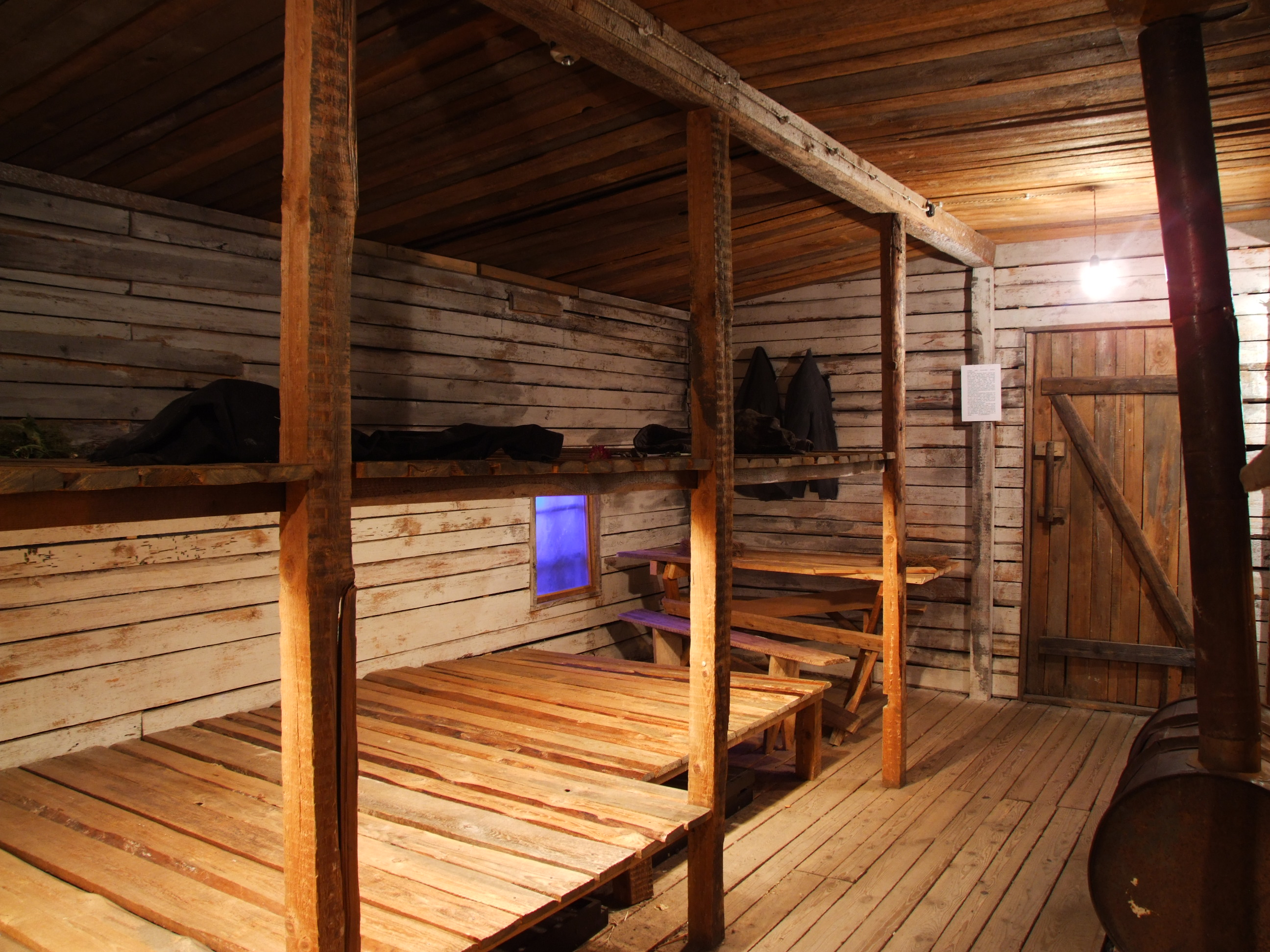
Реконструкция жилого барака ГУЛАГа

В ИТЛ устанавливались три категории режима содержания заключённых: строгий, усиленный и общий:
- На строгом режиме были особо опасные преступники, осуждённые за бандитизм, разбой, умышленные убийства, побеги из мест заключения и неисправимые уголовники-рецидивисты. Они находились под усиленной охраной и надзором, не могли быть расконвоированы, использовались преимущественно на тяжёлых физических работах, к ним применялись наиболее строгие меры наказания за отказ от работы и за нарушения лагерного режима. Осуждённые по статье «Политические преступления» (58-я статья) тоже относились к особо опасным[77].
- На усиленном режиме содержались осуждённые за грабежи и другие опасные преступления, воры-рецидивисты. Эти заключённые тоже не подлежали расконвоированию и использовались главным образом на общих работах.
- Остальные заключённые в ИТЛ, а также все находившиеся в исправительно-трудовых колониях (ИТК) содержались на общем режиме. Разрешалось их расконвоирование, использование на низовой административно-хозяйственной работе в аппарате лагерных подразделений и ИТК, а также привлечение к постовой и конвойной службе по охране заключённых.

По окончании карантина врачебно-трудкомиссиями производилось установление заключённым категорий физического труда:
- Физически здоровым заключённым устанавливалась первая категория трудоспособности, допускающая их использование на тяжёлых физических работах.
- Заключённые, имевшие незначительные физические недостатки (пониженную упитанность, неорганического характера функциональные расстройства), относились ко второй категории трудоспособности и использовались на работах средней тяжести.
- Заключённые, имевшие явно выраженные физические недостатки и заболевания, как то: декомпенсированный порок сердца, хроническое заболевание почек, печени и других органов, однако не вызывающие глубоких расстройств организма, относились к третьей категории трудоспособности и использовались на лёгких физических работах и работах индивидуального физического труда.
- Заключённые, имевшие тяжёлые физические недостатки, исключающие возможность их трудового использования, относились к четвёртой категории — категории инвалидов.

Отсюда все рабочие процессы, характерные для производительного профиля того или иного лагеря, были разбиты по степени тяжести на тяжёлые, средние и лёгкие.
Для заключённых каждого лагеря в системе ГУЛАГа существовала стандартная система учёта узников по признаку их трудового использования, введённая в 1935 году. Все работающие заключённые делились на две группы. Основной трудовой контингент, который выполнял производственные, строительные или прочие задачи данного лагеря, составлял группу «А». Помимо него, определённая группа заключённых всегда была занята работами, возникающими внутри лагеря или лагерной администрации. Этот, в основном административно-управленческий и обслуживающий персонал, причислялся к группе «Б». Неработающие заключённые также делились на две категории: группа «В» включала в себя тех, кто не работал по причине болезни, а все остальные неработающие объединялись в группу «Г». Данная группа представлялась самой неоднородной: часть этих заключённых только временно не работали по внешним обстоятельствам — из-за их нахождения на этапе или в карантине, из-за непредоставления работы со стороны лагерной администрации, из-за внутрилагерной переброски рабочей силы и т. п., — но к ней также следовало причислять «отказчиков» и узников, содержащихся в изоляторах и карцерах.
Доля группы «А» — то есть основная рабочая сила — редко достигала 70 %. Кроме того, широко использовался труд вольнонаёмных работников (составлявших 20—70 % группы «А» (в разное время и в разных лагерях)).

### Нормирование труда
Нормы на работу составляли в год около 270—300 трудовых дней (по-разному в разных лагерях и в разные годы, исключая годы войны).
Трудовой день — до 10—12 часов максимально. Варлам Шаламов в своих рассказах упоминает 16-часовой рабочий день без выходных. В книге И. Л. Солоневича «Россия в концлагере» заключённый Авдеев А. С. рассказывает о 15—20-часовом рабочем дне в течение нескольких месяцев в должности счетовода, работая в лагере под Кемью. В той же книге рассказывается о том, что заключённых заставляли работать даже в сильные морозы, несмотря на отсутствие достаточной для таких работ одежды, что вызывало обморожения и смерти от переохлаждения.
Норма питания № 1 (основная) заключённого ГУЛАГа в 1948 году (на 1 человека в день в граммах):
- хлеб — 700 (800 для занятых на тяжёлых работах):
- мука пшеничная — 10
- крупа разная — 110
- макароны и вермишель — 10
- мясо — 20
- рыба — 60
- жиры — 13
- картофель и овощи — 650
- сахар — 17
- соль — 20
- чай суррогатный — 2
- томат-пюре — 10
- перец — 0,1
- лавровый лист — 0,1

Несмотря на существование определённых нормативов содержания заключённых, результаты проверок лагерей показывали их систематическое нарушение:

Большой процент смертности падает на простудные заболевания и на истощение; простудные заболевания объясняются тем, что есть заключённые, которые выходят на работу плохо одетые и обутые, бараки зачастую из-за отсутствия топлива не отапливаются, вследствие чего перемёрзшие под открытым небом заключённые не отогреваются в холодных бараках, что влечёт за собой грипп, воспаление лёгких, и другие простудные заболевания.

До конца 1940-х, когда условия содержания несколько улучшились, смертность заключённых в лагерях ГУЛАГа превышала среднюю по стране, а в отдельные годы (1942—1943) доходила до 20 % от среднесписочной численности узников. Согласно официальным документам, всего за годы существования ГУЛАГа в нём умерли более 1,1 млн человек (ещё более 600 тысяч умерли в тюрьмах и колониях). Ряд исследователей, например, В. В. Цаплин, отмечали заметные расхождения в имеющейся статистике, но на данный момент эти замечания носят отрывочный характер, и не могут быть использованы для её характеристики в целом.

### Иные правонарушения
В данный момент в связи с открытием служебной документации и внутренних приказов, ранее недоступных историкам, имеется ряд материалов, подтверждающих репрессии, причём произведённые в силу указов и постановлений органов исполнительной и законодательной власти.
К примеру, в силу Постановления ГКО № 634/сс от 6 сентября 1941 г. в Орловской тюрьме ГУГБ был осуществлён расстрел 170 политических заключённых (в их числе — М. Спиридонова). Объяснялось данное решение тем, что перемещение осуждённых данной тюрьмы не представлялось возможным. Большую часть отбывающих наказание в таких случаях отпускали либо приписывали к отступавшим войсковым частям. Наиболее опасных заключённых в ряде случаев ликвидировали.

### Система стимулирования труда в ГУЛАГе
Распорядок устанавливался приказом НКВД № 00889 от 2 августа 1939.
Заключённые, отказывающиеся от работы, подлежали переводу на штрафной режим, а «злостные отказчики, своими действиями разлагающие трудовую дисциплину в лагере», привлекались к уголовной ответственности. За нарушения трудовой дисциплины на заключённых налагались взыскания. В зависимости от характера таких нарушений, могли быть наложены следующие взыскания:
- лишение свиданий, переписки, передач на срок до 6 месяцев, ограничение в праве пользования личными деньгами на срок до трёх месяцев и возмещение причинённого ущерба;
- перевод на общие работы;
- перевод на штрафной лагпункт сроком до 6 месяцев;
- перевод в штрафной изолятор сроком до 20 суток;
- перевод в худшие материально-бытовые условия (штрафной паёк, менее благоустроенный барак и т. п.)

В отношении заключённых, соблюдавших режим, хорошо проявивших себя на производстве, перевыполнявших установленную норму, могли применяться следующие меры поощрения со стороны лагерного руководства:
- объявление благодарности перед строем или в приказе с занесением в личное дело;
- выдача премии (денежной или натуральной);
- предоставление внеочередного свидания;
- предоставление права получения посылок и передач без ограничения;
- предоставление права перевода денег родственникам в сумме, не превышающей 100 руб. в месяц;
- перевод на более квалифицированную работу.

Кроме того, десятник в отношении хорошо работавшего заключённого мог ходатайствовать перед прорабом или начальником лагпункта о предоставлении заключённому льгот, предусмотренных для стахановцев.
Заключённым, работавшим «стахановскими методами труда», предоставлялись льготы, в частности:
- проживание в более благоустроенных бараках, оборудованных топчанами или кроватями и обеспеченных постельными принадлежностями, культуголком и радио;
- специальный улучшенный паёк;
- отдельная столовая или отдельные столы в общей столовой с первоочередным обслуживанием;
- вещевое довольствие в первую очередь;
- преимущественное право пользования лагерным ларьком;
- первоочередное получение книг, газет и журналов из библиотеки лагеря;
- постоянный клубный билет на занятие лучшего места для просмотра кинокартин, художественных постановок и литературных вечеров;
- командирование на курсы внутри лагеря для получения или повышения соответствующей квалификации (шофёра, тракториста, машиниста и т. д.).

Сходные меры поощрения были приняты и для заключённых, имевших звание ударников. Известно, что в 1943 году 17,5 % из 9 863 заключённых и 31,5 % из 1 067 вольнонаёмных рабочих по капитальному строительству в Норильлаге считались стахановцами.
Наряду с данной системой стимулирования существовали и другие, которые состояли только из компонентов, поощрявших высокую производительность труда заключённого (и не имевших «наказательного» компонента). Одна из них связана с практикой засчитывать заключённому один отработанный с перевыполнением установленной нормы рабочий день за полтора, два (или ещё больше) дня его срока заключения. Результатом такой практики являлось досрочное освобождение заключённых, положительно проявивших себя на работе. В 1939 году эта практика была отменена, а сама система «досрочного освобождения» сводилась к замене заключения в лагере на трудовое поселение. Так, согласно Указу от 22 ноября 1938 г. «О дополнительных льготах для заключённых, досрочно освобождаемых за ударную работу на строительстве 2-х путей „Карымская — Хабаровск“», 8 900 заключённых — ударников досрочно освобождались, с переводом на свободное проживание в район строительства БАМа до окончания срока наказания. В годы войны стали практиковаться освобождения на основе постановлений ГКО с передачей освобождённых в РККА, а потом на основе Указов Президиума Верховного Совета СССР (так называемые амнистии).
10 июля 1954 под грифом «Совершенно секретно» принято Положение об исправительно- трудовых лагерях и колониях министерства внутренних дел СССР, по которому установлен зачёт дня с перевыполнением нормы выработки за 1,5 и до 3-х дней срока заключения.
Третья система стимулирования труда в лагерях заключалась в дифференцированной выплате заключённым денег за выполненную ими работу. Эти деньги в административных документах изначально и вплоть до конца 1940-х гг. обозначались терминами «денежное поощрение» или «денежное премиальное вознаграждение». Понятие «зарплата» тоже иногда употреблялось, но официально такое название было введено только в 1950 году. Денежные премиальные вознаграждения выплачивались заключённым «за все работы, выполняемые в исправительно-трудовых лагерях», при этом заключённые могли получать заработанные деньги на руки в сумме не свыше 150 рублей единовременно. Деньги сверх этой суммы зачислялись на их личные счета и выдавались по мере израсходования ранее выданных денег. Гарантированный минимум был десять процентов от зарплаты вольнонаёмного за аналогичный труд. В ряде главков реальная цифра доходила до тридцати—сорока процентов. Среднемесячная зарплата была около двухсот пятидесяти рублей. Денег не получали неработающие и невыполняющие нормы. При этом «даже незначительное перевыполнение норм выработки отдельными группами рабочих» могло вызвать большой рост фактически выплачиваемой суммы, что, в свою очередь, могло привести к непропорциональному развитию фонда премвознаграждения по отношению к выполнению плана капитальных работ. Заключённым, временно освобождённым от работы по болезни и другим причинам, за время освобождения от работы заработная плата не начислялась, зато стоимость гарантированного питания и вещевого довольствия с них тоже не удерживалась. Актированным инвалидам, используемым на сдельных работах, оплата труда производилась по установленным для заключённых сдельным расценкам за фактически выполненный ими объём работ.

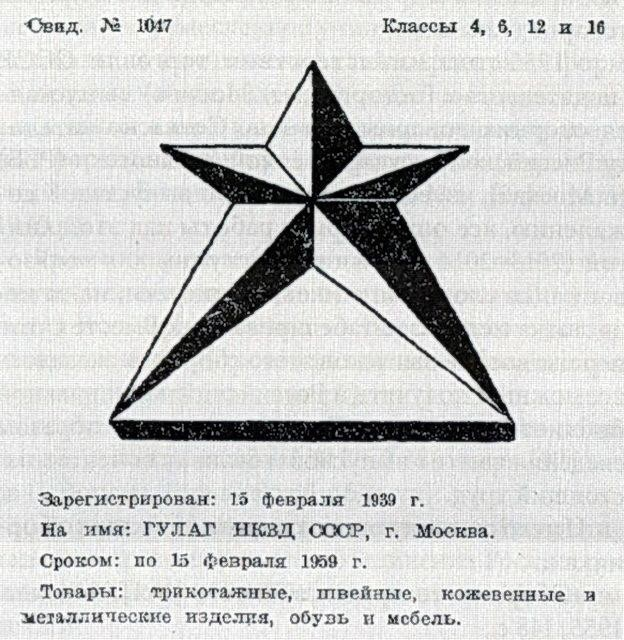
Товарный знак ГУЛАГ НКВД СССР, зарегистрирован 15 февраля 1939 года.

## Воспоминания бывших заключённых
Начало литературе о советских лагерях положили книги советских заключённых, бежавших за границу в конце 1920-х — начале 1930-х годов. Одними из первых были воспоминания Г. Д. Безсонова «26 тюрем и побег с Соловков» (Париж, 1928). Также были изданы книги Т. Чернавиной «Бежавшие от ГПУ» (Париж, 1933) и её мужа В. Чернавина «Я говорю от имени молчащих. Заключённые Страны Советов» (I Speak for the Silent: Prisoners of the Soviets, Бостон, 1935), И. М. Зайцева «Соловки» (Шанхай, 1931), М. З. Никонова-Смородина «Красная каторга» (София, 1938) и др. Большой резонанс вызвала работа И. Солоневича «Россия в концлагере» (Париж, 1938).
После войны были опубликованы воспоминания иностранных граждан, оказавшихся в советских лагерях. Ю. Марголин издал «Путешествие в страну зэ-ка» (Нью-Йорк, 1952). В Израиле в 1957 году свои воспоминания о лагере «В белые ночи» опубликовал Менахем Бегин.
Во времена Хрущёвской оттепели стало возможным появление произведений о ГУЛАГе в СССР. Первым опубликованным произведением, основанным на личном опыте, стала повесть А. И. Солженицына «Один день Ивана Денисовича», вышедшая в 1962 году. Другие наиболее известные произведения — его же исследование «Архипелаг ГУЛАГ», «Крутой маршрут» Евгении Гинзбург, колымская проза Варлама Шаламова (начиная с «Колымских рассказов») были изданы сначала за рубежом, а в период перестройки в СССР. Хотя многие произведения содержат и художественные элементы, этот аспект корпуса литературы о ГУЛАГе практически не исследован, в том числе и из этических соображений.
На сайте «виртуального музея ГУЛАГа» Европейского союза представлены воспоминания некоторых бывших заключённых лагерей ГУЛАГа. Всего историки из разных стран Европейского союза записали 160 интервью с бывшими узниками.

Знаменитый Мороз — начальник Ухтинских лагерей заявлял, что ему не нужны ни машины, ни лошади: «дайте побольше з/к — и он построит железную дорогу не только до Воркуты, а и через Северный полюс». Деятель этот был готов мостить болота заключёнными, бросал их запросто работать в стылую зимнюю тайгу без палаток — у костра погреются! — без котлов для варки пищи — обойдутся без горячего! Но так как никто с него не спрашивал за «потери в живой силе», то и пользовался он до поры до времени, славой энергичного, инициативного деятеля. Я видел Мороза возле локомотива — первенца будущего движения, только что НА РУКАХ выгруженного с понтона. Мороз витийствовал перед свитой — необходимо, мол, срочно, развести пары, чтобы тотчас — до прокладки рельсов! — огласить окрестности паровозным гудком. Тут же было отдано распоряжение: натаскать воды в котёл и разжечь топку!

Борис Ширяев:

Темпы развития новых советских бытовых форм на Соловках даже обгоняли общесоюзные: тюремная замкнутость, безграничный произвол, полное пренебрежение к человеческой личности и её правам, постоянная беспредельная лживость, вездесущий, всемогущий «блат» — узаконенное мошенничество всех видов, хамство, постоянный полуголод, грязь, болезни, непосильный, принудительный труд — всё это доводилось до предела возможного.

Как рассказывает Зарод, заключённых поднимали в 3 часа утра. «Сколько хлеба тебе выдавали, зависело от того, сколько леса ты нарубил днём раньше. Это был буквально вопрос жизни и смерти. Те, кто выполнял норму на 100 % — а для большинства это было физически невозможно — получали 900 грамм хлеба, те, кто выполнял на 50 %, — 300 грамм», — повествует Зарод. Пайку чёрного хлеба из плохо очищенной ржи растягивали на весь день, работали по 12 часов.

## Женщины и мужчины в ГУЛАГе
В лагерях женщинам выделялась отдельная изолированная зона местонахождения. Также существовали и совершенно обособленные лагеря только для заключённых лиц женского пола, такие как Акмолинский лагерь жён изменников Родины (А.Л.Ж.И.Р.).

## Несовершеннолетние в ГУЛАГе
16 июля 1939 года НКВД СССР издаёт приказ «С объявлением положения об изоляторе НКВД ОТК для несовершеннолетних», в котором было утверждено «Положение об изоляторе для несовершеннолетних», предписывающее размещать в изоляторах подростков возрастом от 12 до 16 лет, приговорённых судом к различным срокам заключения и не поддающихся иным мерам перевоспитания и исправления. Данная мера могла быть осуществлена с санкции прокурора, срок содержания в изоляторе ограничивался шестью месяцами.
Начиная с середины 1947 года сроки наказания для несовершеннолетних, осуждённых за кражу государственного или общественного имущества, были увеличены до 10—25 лет. Ещё Постановлением ВЦИК и СНК от 25 ноября 1935 года «Об изменении действующего законодательства РСФСР о мерах борьбы с преступностью среди несовершеннолетних, с детской беспризорностью и безнадзорностью» была отменена возможность снижения срока наказания для несовершеннолетних в возрасте 14—18 лет, значительно был ужесточён режим содержания детей в местах лишения свободы.

### Книги
- Алексушин Г. В. История правоохранительных органов. Самара: Издательство АНО «ИА ВВС» и АНО «Ретроспектива», 2005.
- Бегин, Менахем. В белые ночи / Пер. с иврита [Л. Злотник]. — Тель-Авив, 1978. — 316, [3] с.
- Бердинских В. А. Вятлаг (История одного лагеря). — М.: Аграф, 2001. — 432 с. — (Новая история). — ISBN 978-5-7784-0042-X, ISBN 978577840042.
- Вольтер Г. А. «Зона полного покоя»: Российские немцы в годы войны и после неё : Свидетельства очевидцев / под ред. В. Ф. Дизендорфа; Межгосударственный совет российских немцев; Обществ. Акад. наук рос. немцев. — Изд. 2-е, доп. и испр.. — М. : ЛА «Варяг», 1998. — 416 с. (Книга издана при содействии Министерства Российской Федерации по делам национальностей и федеративным отношениям. ЛР № 062751 от 18.06.1993 г.)
- Горчева А. Ю. Пресса ГУЛага (1918—1955). — М.: Изд-во Моск. ун-та, 1996. — 151 c.: ил. — ISBN 5-211-03543-7.
- ГУЛаг: Главное управление лагерей. 1918—1960. — М.: Международный фонд «Демократия», Изд-во «Материк», 2002. — (Россия. XX век. Документы). — ISBN 5-85646-046-4
- ГУЛаг: Экономика принудительного труда. / Ответственные редакторы Бородкин Л. И., Грегори П., Хлевнюк О. В. — М.: РОССПЭН, 2005. ISBN 5-8243-0618-4
- Дюков А. Р. Миф о геноциде: Репрессии советских властей в Эстонии (1940—1953) / Предисл. С. Артеменко. М.: Алексей Яковлев, 2007. 138 с.
- Заключённые на стройках коммунизма. ГУЛаг и объекты энергетики СССР. Собрание документов и фотографий. — Российская политическая энциклопедия (РОССПЭН), 2008. — ISBN 978-5-8243-0918-8.
- Зима В. Ф. Голод в СССР 1946 — 1947 годов: Происхождение и последствия. — М.: Институт российской истории РАН, 1996. — 265 с.
- Иванова Г. М. ГУЛаг в системе тоталитарного государства. — М.: Первый печатный двор, 1997. — 227 с.
- История сталинского ГУЛага. Конец 1920-х — первая половина 1950-х годов: Собрание документов в 7 томах / Отв. ред. Н. Верт, С. В. Мироненко. Отв. сост. И. А. Зюзина. — М.: РОССПЭН, 2004. — Т. 1. Массовые репрессии в СССР. — ISBN 5-8243-0604-4, ISBN 5-8243-0605-2.
- История сталинского ГУЛага, Конец 1920-х — первая половина 1950-х годов: Собрание документов в 7 томах / Отв. ред. и сост. Н. В. Петров. Отв. сост. Н. И. Владимирцев. — М.: РОССПЭН, 2004. — Т. 2. Карательная система: структура и кадры. — ISBN 5-8243-0604-4, ISBN 5-8243-0606-0.
- История сталинского ГУЛага. Конец 1920-х — первая половина 1950-х годов: Собрание документов в 7 томах / Отв. ред. и сост. О. В. Хлевнюк. — М.: РОССПЭН, 2004. — Т. 3. Экономика Гулага. — ISBN 5-8243-0604-4, ISBN 5-8243-0607-9.
- История сталинского ГУЛага. Конец 1920-х — первая половина 1950-х годов: Собрание документов в 7 томах / Отв. ред. А. Б. Безбородов, В. М. Хрусталёв. Сост. И. В. Безбородова (отв. сост.), В. М. Хрусталёв. — М.: РОССПЭН, 2004. — Т. 4. Население ГУЛага: численность и условия содержания. — ISBN 5-8243-0604-4, ISBN 5-8243-0608-7.
- История сталинского ГУЛага. Конец 1920-х — первая половина 1950-х годов: Собрание документов в 7 томах / Отв. ред. и сост. Т. В. Царевская-Дякина. — М.: РОССПЭН, 2004. — Т. 5. Спецпереселенцы в СССР. — ISBN 5-8243-0604-4, ISBN 5-8243-0608-5.
- История сталинского ГУЛага. Конец 1920-х — первая половина 1950-х годов: Собрание документов в 7 томах / Отв. ред. и сост. В. А. Козлов. Сост. О. В. Лавинская. — М.: РОССПЭН, 2004. — Т. 6. Восстания, бунты и забастовки заключённых. — ISBN 5-8243-0604-4, ISBN 5-8243-0610-9.
- История сталинского ГУЛага. Конец 1920-х — первая половина 1950-х годов: Собрание документов в 7 томах / Отв. ред. В. А. Козлов, С. В. Мироненко. Отв. сост. А. В. Добровская. Сост. Б. Ф. Додонов, О. Н. Копылова, В. П. Наумов, В. И. Широков. — М.: РОССПЭН, 2005. — Т. 7. Советская репрессивно-карательная политика и пенитенциарная система в материалах Государственного архива Российской Федерации: Аннотированный указатель дел. — ISBN 5-8243-0604-4, ISBN 5-8243-0611-4.
- Козлов В. А. Неизвестный СССР. Противостояние народа и власти. 1953—1985 гг., М.: Олма-пресс, 2006. 448 с. (Глава 1 Ящик Пандоры: Конфликтный опыт ГУЛага. Ген «антигосударственности»)
- Лубянка: Органы ВЧК—ОГПУ—НКВД—НКГБ—МГБ—МВД—КГБ / авторы-сост. А. И. Кокурин, Н. В. Петров. — М.: МФД, 2003. — 768 с. — ISBN 5-85646-109-6.
- Марголин Ю. Б. [www.lib.ru/MEMUARY/MARGOLIN/Puteshestvie_v_stranu_ze-ka.txt Путешествие в страну зэ-ка]. — Нью-Йорк: Издательство имени Чехова, 1952.
- Морозов Н. А. ГУЛаг в Коми крае. 1929—1956 гг.: автореферат дис. . д-ра ист. наук : 07.00.02 : защищена 18.02.2000 / Николай Алексеевич Морозов ; Сыктывкар. гос. ун-т. — Екатеринбург, 2000. — 44 с.
- Поживши в ГУЛаге [Сборник воспоминаний] / Сост. А. И. Солженицын. — М.: Русский путь, 2001 (Всероссийская мемуарная библиотека. Серия «Наше недавнее». Вып. 7) ISBN 5-85887-024-4
- Рор А. Холодные звёзды ГУЛАГа. М., 2006.
- Рыбников В. В., Алексушин Г. В. История правоохранительных органов Отечества. М.: Издательство «Щит-М», 2007.
- Система исправительно-трудовых лагерей в СССР: 1923—1960 : Справочник / О-во «Мемориал», ГАРФ. Сост. М. Б. Смирнов. — М.: Звенья, 1998. — 600 с ISBN 5-7870-0022-6
- Сталинские стройки ГУЛага, 1930—1953 гг. / сост.: А. И. Кокурин, Ю. Н. Моруков. — М.: Материк, 2005. — 566 с.
- Хлевнюк О. В. Хозяин. Сталин и утверждение сталинской диктатуры. — М.: РОССПЭН, 2010. — 478 с. — ISBN 978-5-8243-1314-7.
- Эпплбаум Э. ГУЛаг. Паутина Большого террора = GULAG. A History. — М.: Московская школа политических исследований, 2006. — С. 608. — ISBN 5-93895-085-6.
- Gregory P. Women of the Gulag: Stories of Five Remarkable Lives. — Hoover Institution Press, 2013.
- Werth N. Cannibal Island: Death in a Siberian Gulag. — Princeton: Princeton University Press, 2007. — 223 p. — ISBN 9780691130835.

### Статьи
- Верт Н. ГУЛАаг через призму архивов // Журнал «Восточная Европа» («Osteuropa»). — 2007. — Вып. 6. — С. 9—30.
- Дукельский В. Ю. Этнография ГУЛАГа // Мир музея. — 2012. — № 3. — С. 30—35.
- Земсков В. Н. ГУЛаг (историко-социологический аспект) // Социологические исследования. — 1991. — № 6—7.
- Земсков В. Н. Вклад заключённых ГУЛага в победу в Великой Отечественной войне // Новая и новейшая история. — 1996. — № 5.
- ГУЛаг в годы Великой Отечественной войны. // Военно-исторический журнал. 1991. № 1.
- Козлов В. А. Социум в неволе: конфликтная самоорганизация лагерного сообщества и кризис управления ГУЛагом (конец 1920-х — начало 1950-х гг.) Статья 1 // Общественные науки и современность. 2004. № 5. С. 95—109
- Козлов В. А. Социум в неволе: конфликтная самоорганизация лагерного сообщества и кризис управления ГУЛагом (конец 1920-х — начало 1950-х гг.) Статья 2 // Общественные науки и современность. 2004. № 6. С. 122—136
- Миронова В. Г. ГУЛаг: слёзы восторга // Родина. Российский исторический журнал. 2006.
- Мозохин О. Б. Статистика репрессивной деятельности ОГПУ-НКВД 1921—1940 г.
- Мозохин О. Б. Статистика репрессивной деятельности ОГПУ-НКВД 1941—1953 гг.
- Морозов Н. А. К вопросу о численности жертв геноцида // Российский исторический и правозащитный журнал «Карта» № 19—20 (перепечатка в альманахе «Лебедь», № 43 от 22 ноября 1997)
- ГУЛаг : [арх. 3 января 2023] / Моруков Ю. Н. // Григорьев — Динамика [Электронный ресурс]. — 2007. — С. 142. — (Большая российская энциклопедия : [в 35 т.] / гл. ред. Ю. С. Осипов ; 2004—2017, т. 8). — ISBN 978-5-85270-338-5.
- Осокина И. Система спецпоселений, исправительно-трудовых лагерей и тюрем в 1930-е годы 20-го века
- Охотин Н. Г., Рогинский А. Б. О масштабе политических репрессий в СССР при Сталине: 1921—1953 гг. // Демоскоп Weekly. № 313—314. 10—31 декабря 2007
- Рассказов Л. П. Роль ГУЛага в предвоенных пятилетках // Экономическая история: Ежегодник. 2002. — М.: РОССПЭН, 2003. С. 269—319.
- Джошуа Рубенштейн. Последние дни Сталина = Joshua Rubenstein. The Last Days of Stalin. — М.: Альпина нон-фикшн, 2024. — С. 312. — ISBN 978-5-00139-975-9.
- Система исправительно-трудовых лагерей СССР. Сост. М. Б. Смирнов. Науч. ред.: Н. Г. Охотин, А. Б. Рогинский. М.: «Звенья», 1998
- [lib.ru/PROZA/SOLZHENICYN/gulag3.txt (части 5, 6 и 7)] // Солженицын А. И. Архипелаг ГУЛаг. Т. 3. Paris: YMCA-PRESS, 1973
- Харитонов Д. Денежные знаки в советских лагерях особого назначения ОГПУ в 1929—1932 гг. // Нумизматика и фалеристика. № 1. 1997. С. 14—16.
- Цаплин В. В. Архивные материалы о числе заключённых в конце 1930-х годов // Вопросы истории. — 1991. — № 4—5. — С. 157—163.
- Шашков В. Я. ГУЛаг в годы Великой Отечественной войны // Научно-техническая конференция МГТУ
- Шеренас А. Сталинские лагеря Коми АССР // Российский исторический и правозащитный журнал «Карта» № 22—23
- Щербакова И. «Память ГУЛага» // Международный мемориал. Проект «Уроки истории. XX век», 05.05.2009
- Эпплбаум Э. ГУЛаг: что мы знаем о нём и почему это так важно (Gulag: What We Now Know and Why It Matters // Cato’s Letter. Winter 2004)
- Яковлев Б., Бурцов А. [lib.ru/POLITOLOG/lageri.txt «Концентрационные лагери СССР»], издание Института по изучению истории и культуры СССР, Мюнхен, 1955.
- New directions in Gulag studies: a roundtable discussion (Canadian Slavonic Papers/ Revue Canadienne des Slavistes)
- Lynne Viola, "New sources on Soviet perpetrators of mass repression: a research note // Canadian Slavonic Papers 60, № 3—4 (2018)
- Jeffrey S. Hardy, «Of pelicans and prisoners: avian-human interactions in the Soviet Gulag» // Canadian Slavonic Papers 60, № 3—4 (2018)